# Avlidna 2011
Detta är en lista över kända personer som har avlidit under 2011.

## Januari

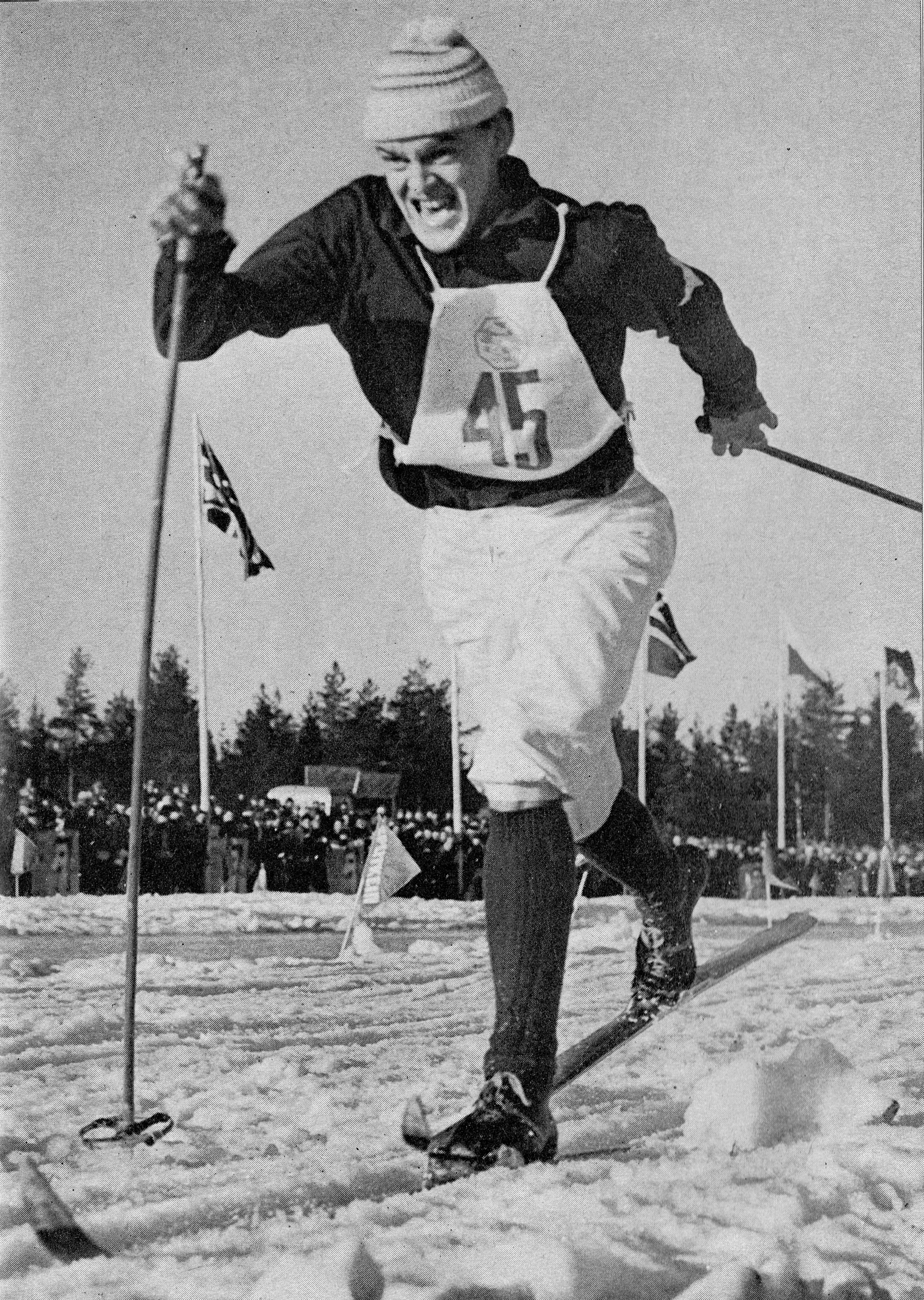
Den svenske längdskidåkaren Assar Rönnlund avled 5 januari, 75 år gammal.

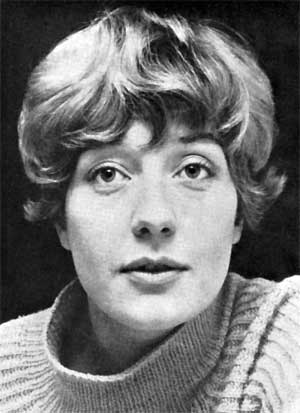
Den svenska författaren Sun Axelsson avled 14 januari, 75 år gammal.

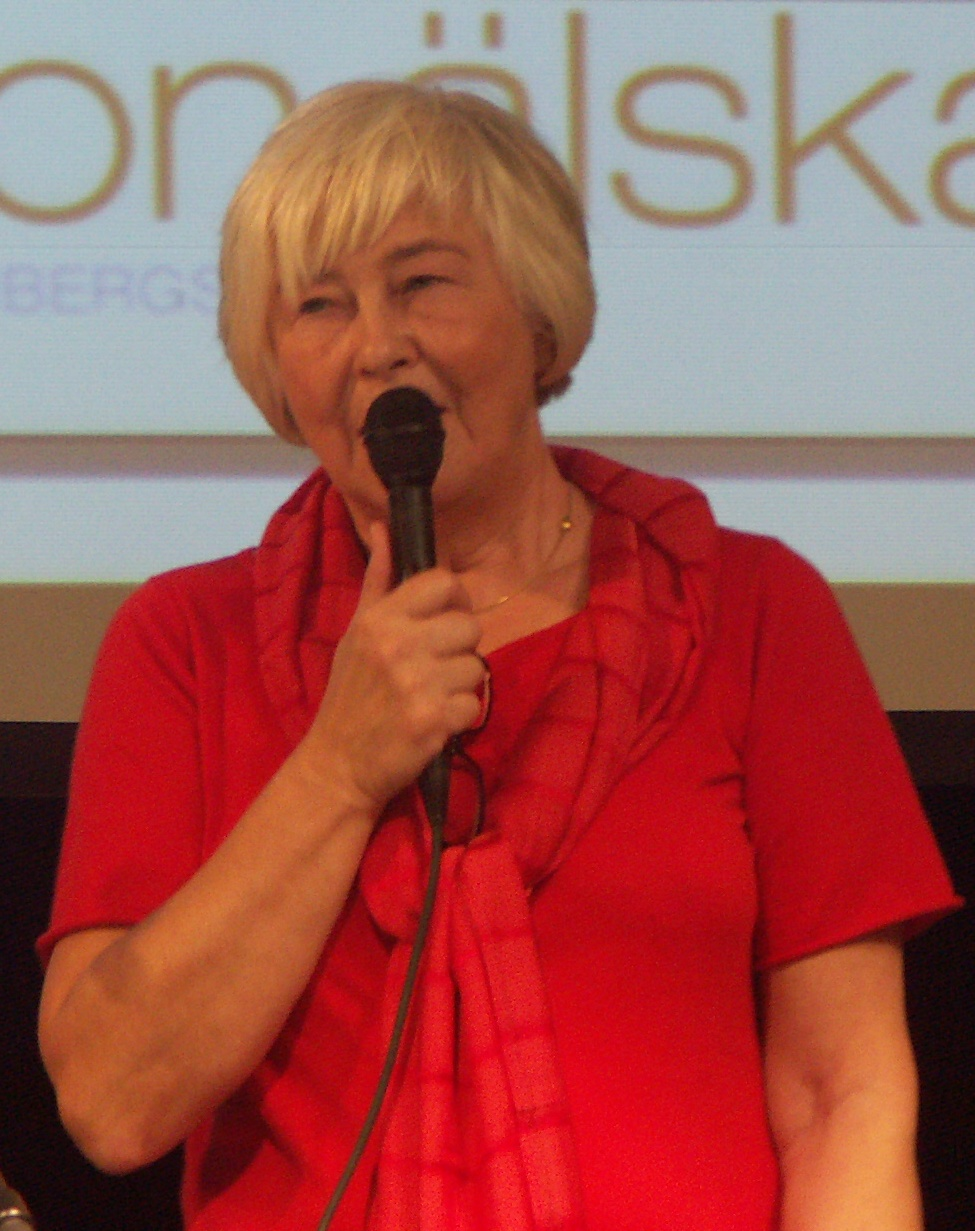
Den svenska formgivaren och författaren Helena Henschen avled 27 januari, 70 år gammal.

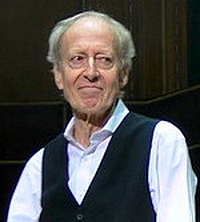
Den brittiske kompositören John Barry avled 30 januari, 77 år gammal.

- 1 januari – Marin Constantin, 85, rumänsk kompositör.
- 1 januari – Charles Fambrough, 60, amerikansk musiker.[1]
- 1 januari – Gerd Michael Henneberg, 88, tysk skådespelare.[2]
- 1 januari – Flemming "Bamse" Jørgensen, 63, dansk skådespelare och sångare.[3]
- 1 januari – John Olguin, 89, amerikanskfödd mexikansk museichef.[4]
- 1 januari – Pradeep Vijayakar, 59, indisk sportjournalist (Times of India), cancer.[5]
- 1 januari – Faizal Yusof, 32, malaysisk skådespelare, död i hjärtattack.[6]
- 2 januari – Anna Anni, 84, italiensk modedesigner (Otello).[7]
- 2 januari – Bali Ram Bhagat, 88, indisk politiker.
- 2 januari – Kate Ebli, 52, amerikansk politiker.[8]
- 2 januari – Anne Francis, 80, amerikansk skådespelare (Honey West, Forbidden Planet), cancer.[9]
- 2 januari – Peter Hobbs, 92, franskfödd amerikansk skådespelare.[10]
- 2 januari – John Osborne, 74, montserratisk politiker.[11]
- 2 januari – Pete Postlethwaite, 64, brittisk skådespelare.
- 2 januari – William R. Ratchford, 76, amerikansk politiker, i Parkinsons sjukdom.[12]
- 2 januari – Eliseu Resende, 81, brasiliansk senator.[13]
- 2 januari – Szeto Wah, 79, hongkongkinesisk politiker och demokratiaktivist.[14]
- 3 januari – Nine Christine Jönsson, 84, svensk skådespelare och författare.
- 3 januari – Sten Wahlund, 70, svensk operasångare.
- 4 januari – Mohammed Bouazizi, 26, tunisisk arbetslös akademiker, aktivist vars självbränning bidrog till protester mot den tunisiska regimen.
- 4 januari – Mick Karn, 52, brittisk musiker.
- 4 januari – Gerry Rafferty, 63, brittisk (skotsk) sångare, musiker och låtskrivare.
- 5 januari – Jan Boquist, 74, svensk jazzmusiker.
- 5 januari – Assar Rönnlund, 75, svensk längdskidåkare, tidigare olympisk mästare och världsmästare, bragdmedaljör.[15]
- 7 januari – Phil Kennemore, 57, amerikansk basist i bandet Y&T.
- 7 januari – Juan Piquer Simón, 75, spansk filmregissör.
- 9 januari – Peter Yates, 81, brittisk filmregissör, Bullitt.
- 10 januari – Maria Eriksson, 110, Sveriges äldsta levande person.
- 10 januari – John Evert Härd, 79, svensk germanist, professor emeritus i tyska vid Uppsala universitet.
- 10 januari – Margaret Whiting, 86, amerikansk sångare.
- 11 januari – Zoltán Berczik, 73, ungersk bordtennisspelare och tränare, europamästare.
- 12 januari – Paul Picerni, 88, amerikansk skådespelare.[16]
- 13 januari – Ole Dorph-Jensen, 92, svenskfödd dansk friidrottare.
- 14 januari – Sun Axelsson, 75, svensk författare, kritiker och översättare.
- 14 januari – Trish Keenan, 42, brittisk sångare och musiker i Broadcast.
- 15 januari – Susannah York, 72, brittisk skådespelare.
- 17 januari – Sigurjón Brink, 36, isländsk sångare.
- 18 januari – Sargent Shriver, 95, amerikansk politiker, svåger till John F. Kennedy.
- 19 januari – Ernest McCulloch, 84, kanadensisk cellbiolog, pionjär inom stamcellsforskning.
- 20 januari – Bruce Gordon, 94, amerikansk skådespelare.[17]
- 20 januari – Reynolds Price, 77, amerikansk författare och akademiker.
- 21 januari – Dennis Oppenheim, 72, amerikansk konstnär.
- 24 januari – Bernd Eichinger, 61, tysk filmproducent och regissör.
- 25 januari – Daniel Bell, 91, amerikansk sociolog.
- 26 januari – Gladys Horton, 66, amerikansk R&B-sångare, bland annat i The Marvelettes.
- 26 januari – David Kato Kisule, 42, ugandisk homosexuell människorättsaktivist (mördad).
- 26 januari – Tore Sjöstrand, 89, svensk friidrottare och olympiamästare 1948 (3 000 m hinderlöpning).
- 27 januari – Mārtiņš Freimanis, 33, lettisk popsångare, representerade Lettland tillsammans med F.L.Y. i Eurovision Song Contest 2003.
- 27 januari – Helena Henschen, 70, svensk formgivare och författare.
- 27 januari – Tøger Seidenfaden, 53, dansk publicist och chefredaktör för Politiken, liberal.[18]
- 29 januari – Milton Babbitt, 94, amerikansk kompositör.
- 30 januari – John Barry, 77, brittisk kompositör, bland annat av filmmusik.
- 31 januari – Bartolomeu Anania, 89,  rumänsk ortodox biskop, översättare, författare och poet.
- 31 januari – Hernán Alvarado Solano, 65, katolsk biskop.
- 31 januari – Eunice Sanborn, 114, amerikansk kvinna, världens dokumenterat äldsta levande person.
- 31 januari – Michael Tolan, 85, amerikansk skådespelare.[19]

## Februari

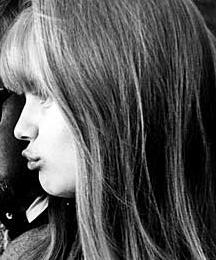
Den svenska skådespelaren Lena Nyman avled 4 februari, 66 år gammal.

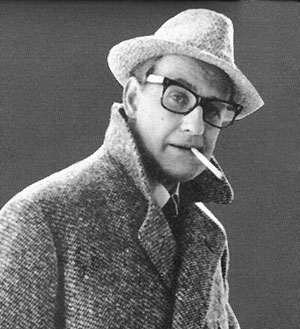
Den svenske operasångaren och skådespelaren Per Grundén avled 6 februari, 88 år gammal.

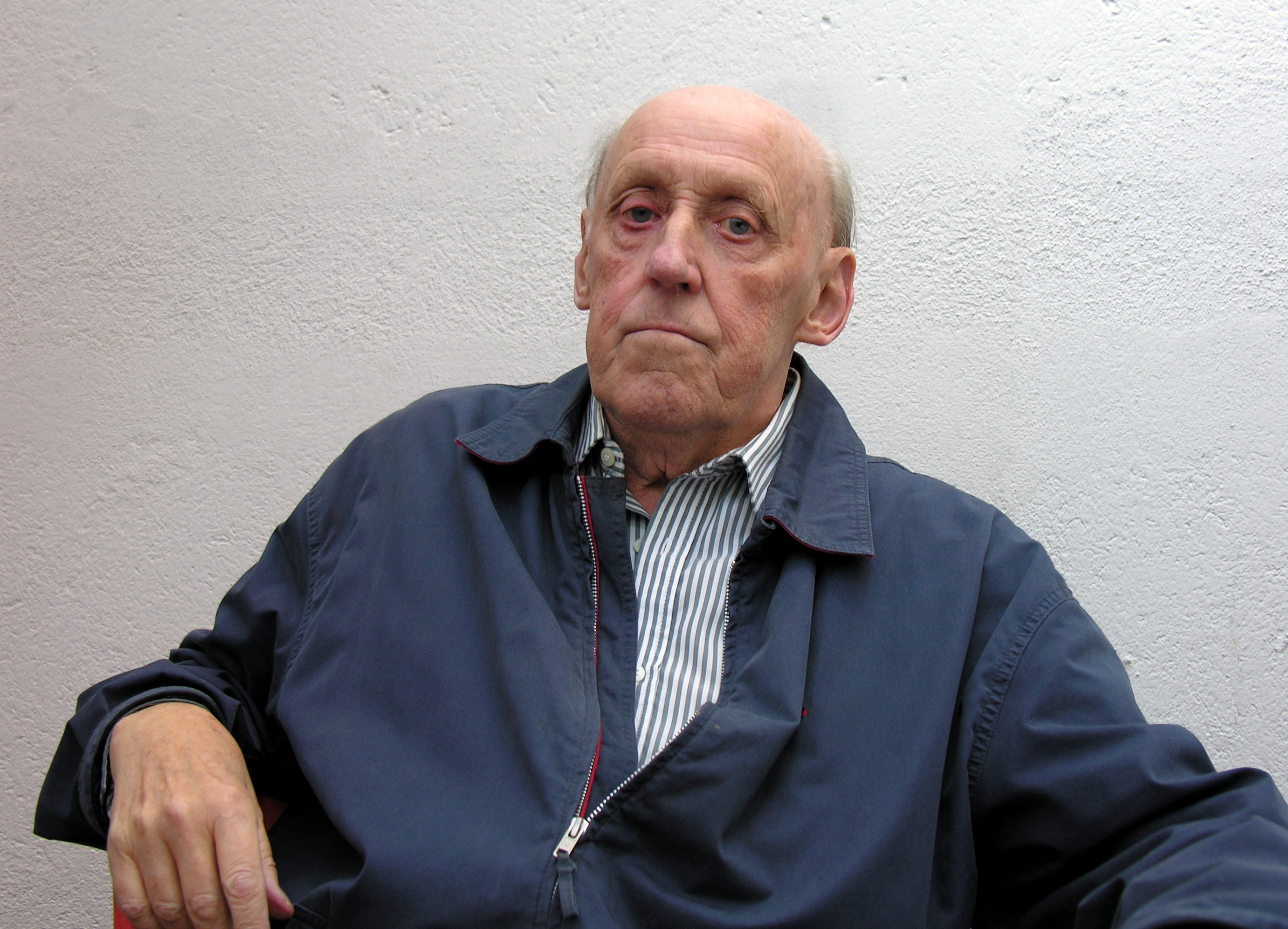
Den finländske författaren, litteraturkritikern och översättaren Bo Carpelan avled 11 februari, 84 år gammal.

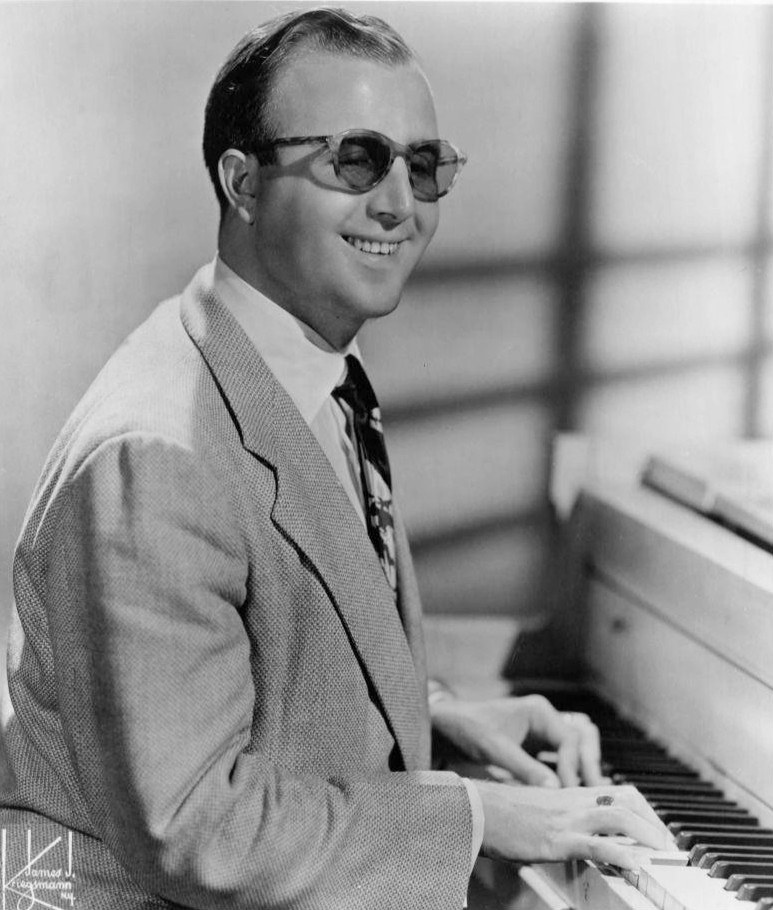
Den brittisk-amerikanske pianisten George Shearing avled 14 februari, 91 år gammal.

- 3 februari – Karl-Axel Jansson, 69, svensk journalist, ordförande för Föreningen Grävande Journalister.
- 3 februari – Maria Schneider, 58, fransk skådespelare, bland annat i Sista tangon i Paris.
- 3 februari – Stina Sundberg, 56, svensk politiker, talesperson för Feministiskt initiativ.
- 4 februari – Martial Célestin, 97, haitisk politiker, landets första premiärminister.
- 4 februari – Michael Habeck, 66, tysk skådespelare, Berengar i Rosens namn.
- 4 februari – Olga Lopes-Seale, 92, guyansk-barbadisk radiopersonlighet och sångare.
- 4 februari – Lena Nyman, 66, svensk skådespelare.[20]
- 4 februari – Tura Satana, 72, japanskfödd amerikansk skådespelare och dansare.
- 5 februari – Brian Jacques, 71, brittisk barnboksförfattare.
- 5 februari – Peggy Rea, 89, amerikansk skådespelare, Lulu Hog' i The Dukes of Hazzard.
- 6 februari – Per Grundén, 88, svensk operasångare och skådespelare.[21]
- 6 februari – Josefa Iloilo, 90, fijiansk politiker, före detta president.
- 6 februari – Gary Moore, 58, brittisk (nordirländsk) gitarrist och sångare.[22]
- 8 februari – Luiz Bueno, 74, brasiliansk racerförare.
- 8 februari – Jorma Ojaharju, 72, finländsk författare.[23]
- 10 februari – Bill Justice, 97, amerikansk Disneyanimatör.
- 10 februari – Nicklas Nilsson, 23, svensk friidrottare.[24][25]
- 11 februari – Bo Carpelan, 84, finländsk (finlandssvensk) författare.
- 12 februari – Betty Garrett, 91, amerikansk skådespelare.
- 12 februari – Hans Leygraf, 90, svensk pianist, dirigent och musikpedagog.
- 12 februari – Kenneth Mars, 75, amerikansk skådespelare, bland annat i Det våras för Hitler, Go’dag yxskaft? och Det våras för Frankenstein.
- 13 februari – T.P. McKenna, 81, irländsk skådespelare.
- 14 februari – George Shearing, 91, brittisk-amerikansk jazzpianist och kompositör.
- 16 februari – Matti Aura, 67, finländsk politiker.
- 16 februari – Alfred Burke, 92, brittisk skådespelare.
- 16 februari – Len Lesser, 88, amerikansk skådespelare.
- 17 februari – Hans Hellberg, 81, svensk skådespelare och dramatiker.
- 19 februari – Gunnar Staern, 89, svensk dirigent.
- 19 februari – Dietrich Stobbe, 72, tysk politiker och tidigare borgmästare i Västberlin.
- 21 februari – Russell W. Peterson, 94, amerikansk politiker, tidigare guvernör i Delaware.
- 22 februari – Nicholas Courtney, 81, brittisk skådespelare.
- 22 februari – Laila Westersund, 68, svensk revyartist, skådespelare och musiker.
- 25 februari – Jonas Ernelind, 34, svensk handbollsspelare.[26]
- 26 februari – Arnošt Lustig, 84, tjeckisk författare.
- 26 februari – James A. McClure, 86, amerikansk politiker, tidigare senator för Idaho.
- 27 februari – Necmettin Erbakan, 84, turkisk politiker, premiärminister 1996–97.
- 27 februari – Maurice Guigue, 98, fransk fotbollsdomare, dömde VM-finalen 1958 i Sverige.
- 27 februari – Amparo Muñoz, 56, spansk skådespelare, Miss Universum 1974.
- 27 februari – Gary Winick, 49, amerikansk filmregissör.
- 28 februari – Elsina "Emmy" Hidersha, 21, albansk sångare.
- 28 februari – Sven Lidman, 89, svensk lexikograf och författare, skapade uppslagsverket Focus.
- 28 februari – Jane Russell, 89, amerikansk skådespelare.

## Mars

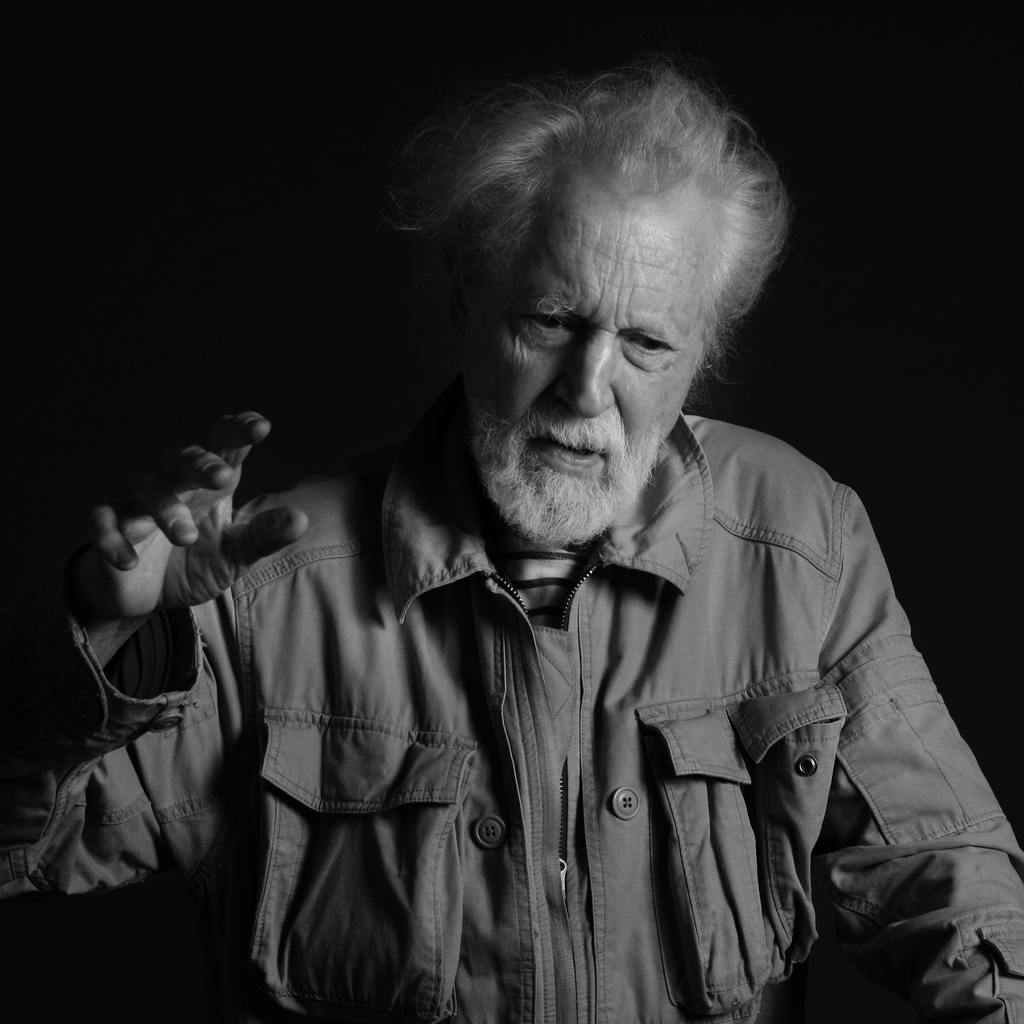
Den isländske författaren och översättaren Thor Vilhjálmsson avled 2 mars, 85 år gammal.

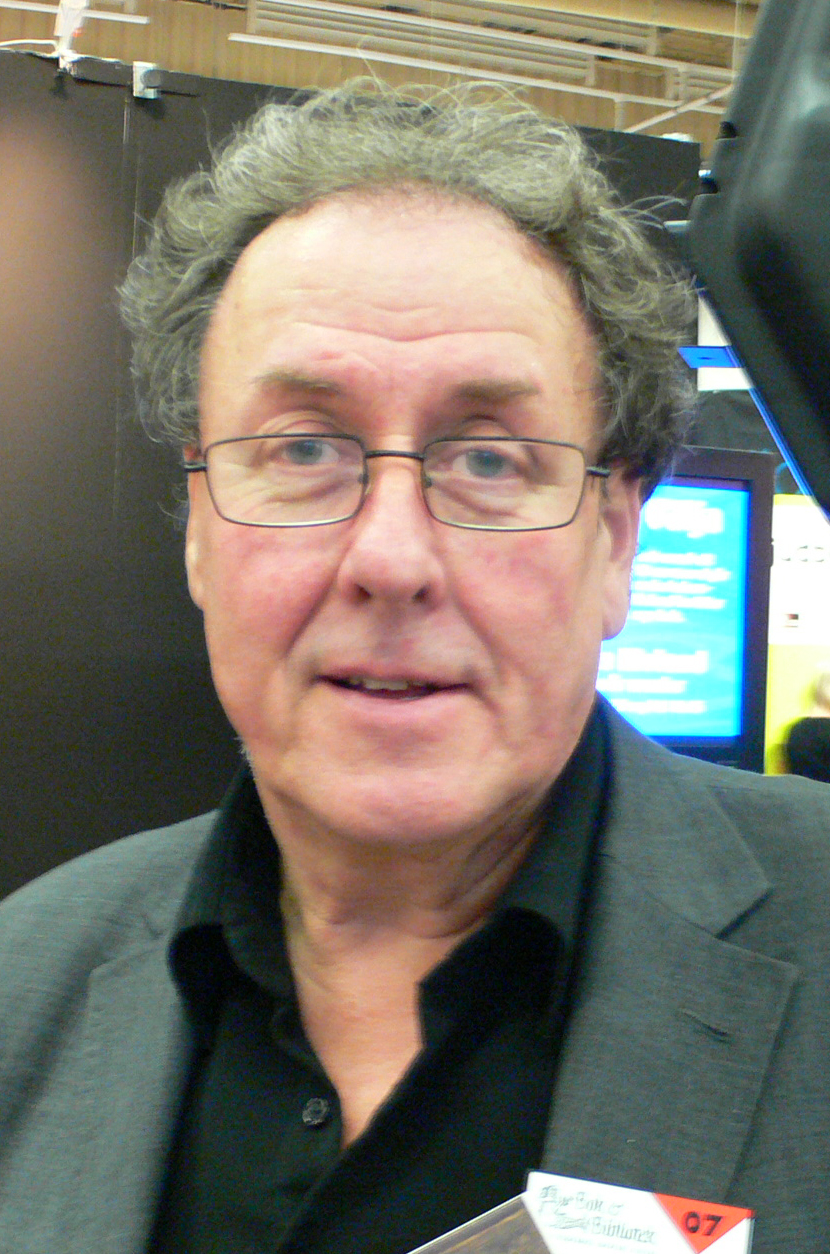
Den svenske skådespelaren och författaren Lasse Eriksson avled 3 mars, 61 år gammal.

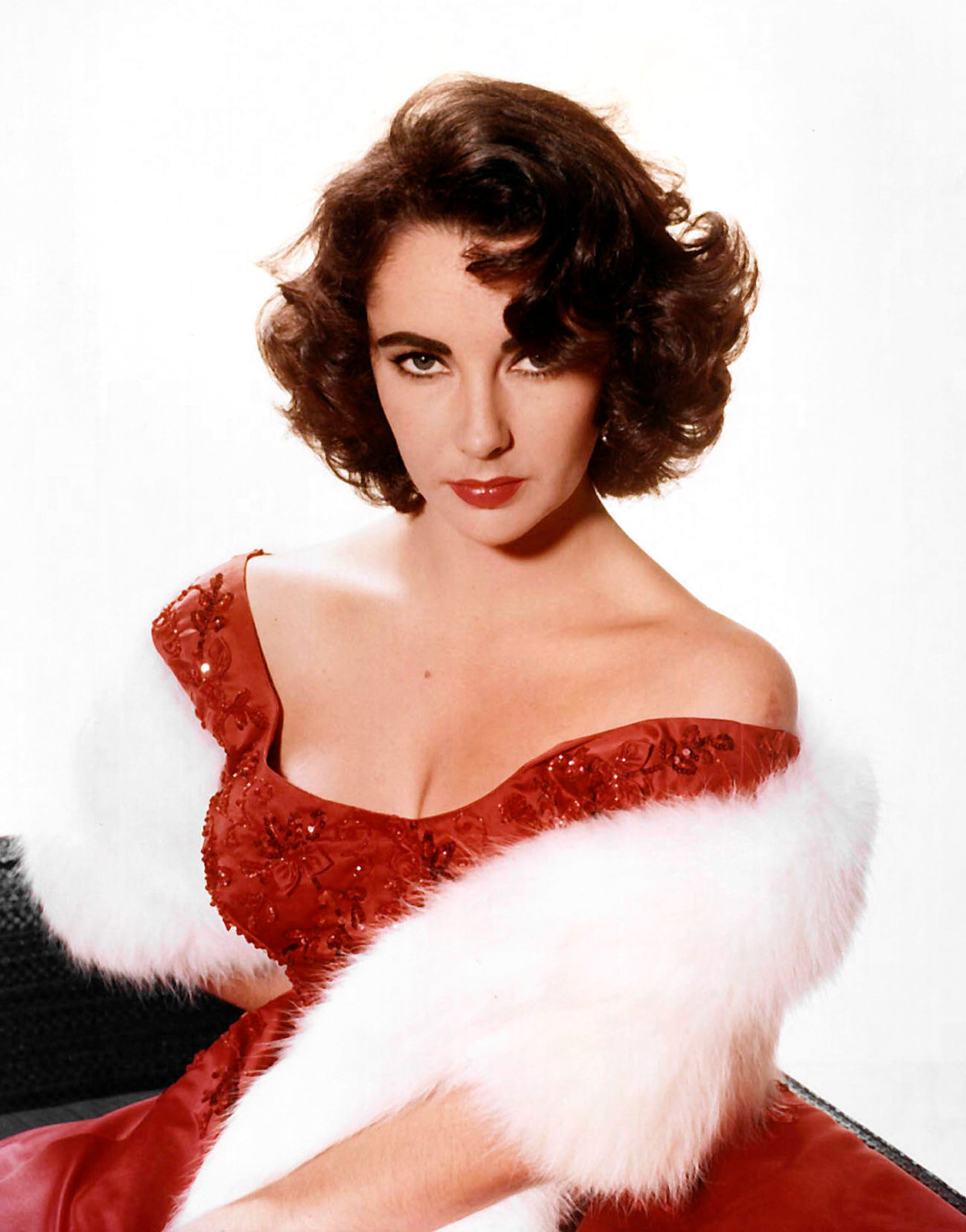
Den amerikanska skådespelaren Elizabeth Taylor avled 23 mars, 79 år gammal.

- 1 mars – John M. Lounge, 64, amerikansk astronaut.
- 2 mars – Thor Vilhjálmsson, 85, isländsk författare.
- 3 mars – James L. Elliot, 67, amerikansk astronom vars forskarlag upptäckte Uranus ringar.
- 3 mars – Lasse Eriksson, 61, svensk komiker.
- 3 mars – Allan Louisy, 94, luciansk politiker, premiärminister 1979–1981.
- 4 mars – Krishna Prasad Bhattarai, 86, nepalesisk politiker, premiärminister 1990–1991 och 1999–2000.
- 4 mars – Simon van der Meer, 85, nederländsk fysiker, mottog Nobelpriset i fysik 1984.[27]
- 4 mars – Johnny Preston, 71, amerikansk rock n’roll- och rockabillysångare.
- 4 mars – Arjun Singh, 80, indisk politiker, minister för personalutveckling.
- 5 mars – Alberto Granado, 88, argentinskfödd kubansk läkare, Ernesto ”Che” Guevaras medresenär på motorcykel genom Sydamerika.
- 5 mars – Anna Öst, 100, svensk sångare.
- 6 mars – Oddmund Jensen, 82, norsk längdskidåkare.[28]
- 7 mars – Carl-Gustav Anderberg, 85, svensk idrottsledare.
- 8 mars – Iraj Afshar, 85, iransk historiker, iranist, författare och bibliograf.
- 8 mars – Mike Starr, 44, amerikansk basist, bland annat i Alice in Chains.
- 9 mars – Bertil ”Masen” Karlsson, 73, svensk ishockeyspelare.
- 9 mars – Inge Sørensen, 86, dansk simmare.
- 11 mars – Hugh Martin, 96, amerikansk kompositör, Have Yourself a Merry Little Christmas.
- 11 mars – Valter Nyström, 95, svensk långdistanslöpare, bragdmedaljör 1952.
- 12 mars – Joe Morello, 82, amerikansk jazztrummis.
- 15 mars – Maj Lindström, 88, svensk sångare och skådespelare.
- 15 mars – Nate Dogg, 41, amerikansk R’n’B- och hip hop-sångare och musiker.
- 16 mars – Eve Malmquist, 95, svensk pedagog och tennisspelare, före detta ordförande i Svenska Tennisförbundet.
- 17 mars – Eric Enlund, 92, svensk politiker, före detta jordbruksminister.
- 17 mars – Michael Gough, 94, brittisk skådespelare, spelade bland annat betjänten Alfred i fyra Batman-filmer.[29]
- 18 mars – Prinsessan Antoinette av Monaco, 90, monegaskisk prinsessa, syster till Rainier III av Monaco.
- 18 mars – Warren Christopher, 85, amerikansk politiker, före detta utrikesminister.
- 18 mars – Jet Harris, 71, brittisk musiker, basist i The Shadows.
- 19 mars – Guillermo ”Billy” Ford, 74, panamansk vicepresident 1989–1994, blev brutalt misshandlad av Manuel Noriegas män under presidentvalkampanjen 1989; visades blodig på världskänt fotografi.
- 19 mars – Åke Johansson, 73, svensk jazzpianist.
- 20 mars – Göran Elwin, 71, svensk journalist.
- 21 mars – Nikolaj Andrianov, 58, rysk gymnast.
- 21 mars – Pinetop Perkins, 97, amerikansk bluesmusiker, The Blues Brothers.
- 23 mars – Elizabeth Taylor, 79, brittiskfödd amerikansk skådespelare.[30]
- 24 mars – Michael Mansson, 72, svensk skådespelare och koreograf.
- 25 mars – Allan Månsson, 95, svensk militär.[31]
- 25 mars – Jan Svanlund, 69, svensk sportjournalist.
- 26 mars – Henrik Fransson, 78, svensk folkmusiker.
- 26 mars – Geraldine Ferraro, 75, amerikansk politiker, demokratisk vicepresidentkandidat 1984.
- 26 mars – Diana Wynne Jones, 76, brittisk fantasyförfattare.[32]
- 27 mars – Farley Granger, 85, amerikansk skådespelare.
- 27 mars – H.R.F. Keating, 84, brittisk deckarförfattare.
- 28 mars – Wenche Foss, 93, norsk skådespelare.[33]
- 29 mars – Endre Wolf, 97, svensk violinist.

## April

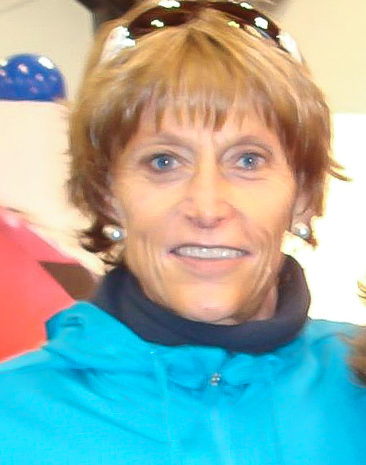
Den norska friidrottaren Grete Waitz avled 19 april, 57 år gammal.

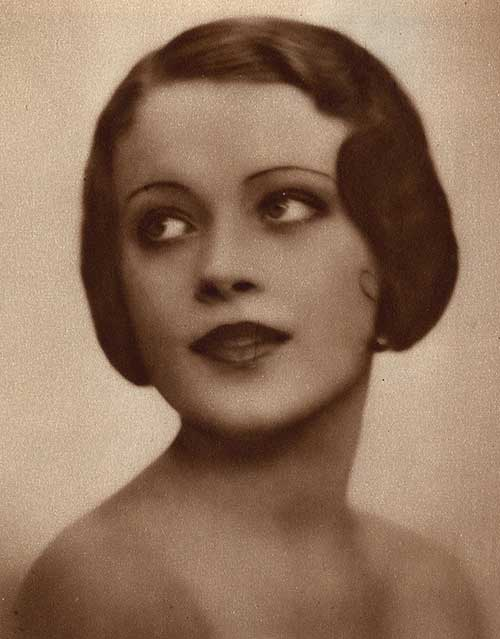
Den svenska skådespelaren, dansösen och revyartisten Annalisa Ericson avled 21 april, 97 år gammal.

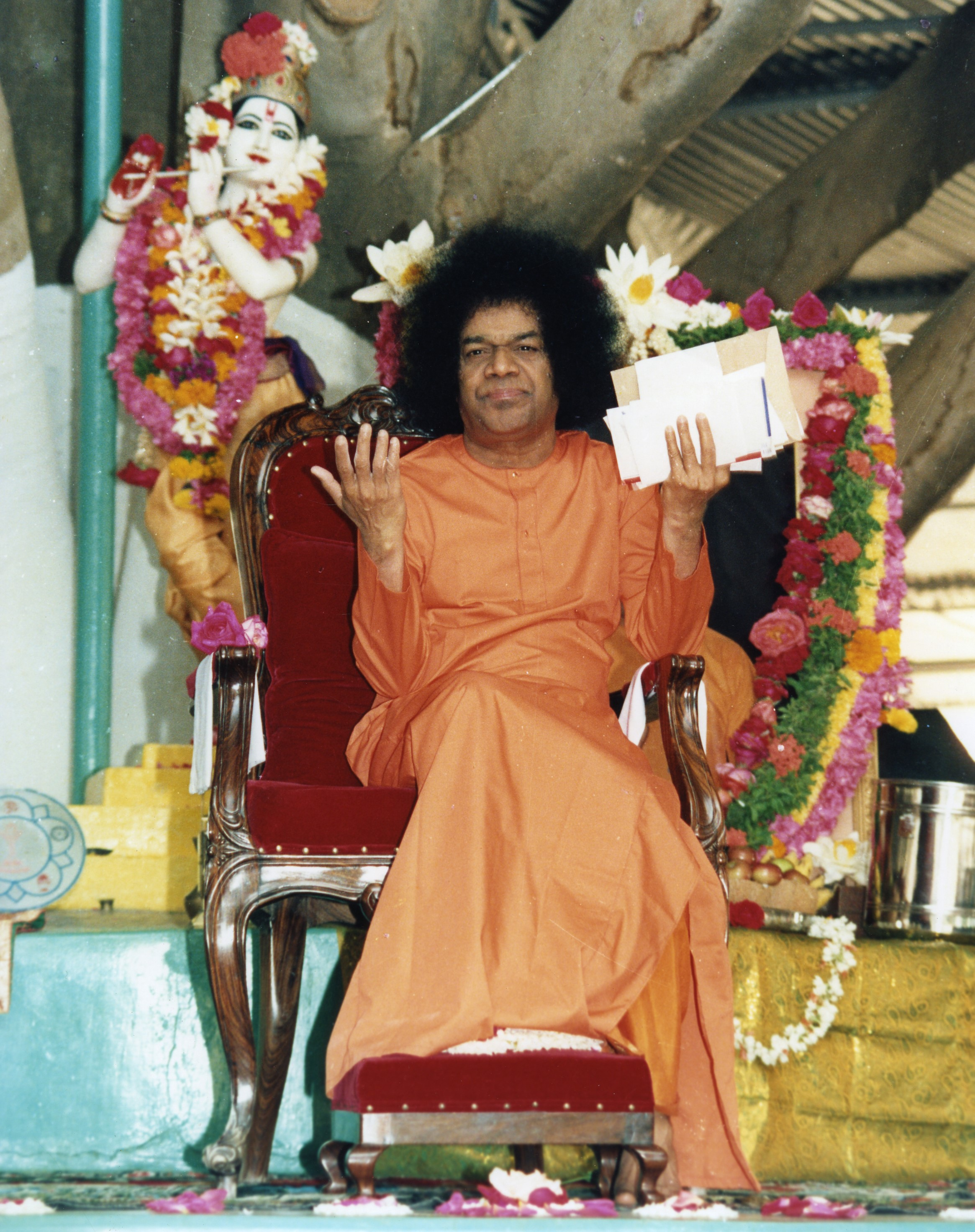
Den indiske gurun Sathya Sai Baba avled 24 april, 84 år gammal.

- 2 april – Ragnar ”Rock-Ragge” Nygren, 72, svensk musiker, en av medlemmarna i Rockfolket.
- 3 april – Kevin Jarre, 56, amerikansk manusförfattare och producent, adoptivson till Maurice Jarre.
- 3 april – Jackie Söderman, 83, svensk regissör och koreograf, Hem till byn.
- 4 april – John Adler, 51, amerikansk demokratisk politiker, kongressledamot 2009–2011.
- 4 april – Scott Columbus, 54, amerikansk trummis, bland annat i heavy metal-bandet Manowar.
- 4 april – Ned McWherter, 80, amerikansk demokratisk politiker, Tennessees guvernör 1987–1995.
- 4 april – Wayne Robson, 64, kanadensisk skådespelare.
- 4 april – Craig Thomas, 68, brittisk (walesisk) thrillerförfattare.
- 5 april – Baruch S. Blumberg, 85, amerikansk medicinforskare, nobelpristagare i fysiologi eller medicin 1976.
- 5 april – Ange-Félix Patassé, 74, centralafrikansk politiker, premiärminister 1976–1978 och president 1993–2003.
- 6 april – Thøger Birkeland, 89, dansk barnboksförfattare.
- 6 april – Fritiof S. Sjöstrand, 98, svensk läkare och histolog.[34]
- 7 april – Leif ”Burken” Björklund, 68, svensk sångare och dragspelare, en av medlemmarna i Rockfolket.
- 7 april – Hugh FitzRoy, 11:e hertig av Grafton, 92, brittisk aristokrat.
- 9 april – Sidney Lumet, 86, amerikansk filmregissör.
- 11 april – Lewis Binford, 79, amerikansk arkeolog.
- 11 april – Angela Scoular, 65, brittisk skådespelare och Bondbrud.[35]
- 14 april – Walter Breuning, 114, amerikansk man, världens verifierat äldste levande man.
- 14 april – Trevor Bannister, 76, brittisk skådespelare.[36]
- 14 april – William Lipscomb, 91, amerikansk kemist, nobelpristagare 1976.
- 15 april – Bernt Callenbo, 78, svensk regissör och skådespelare.
- 16 april – Bijan, 67, iranskfödd amerikansk modedesigner.
- 18 april – William Donald Schaefer, 89, amerikansk demokratisk politiker, Marylands guvernör 1987–1995.
- 18 april – Ivica Vidović, 71, kroatisk skådespelare.
- 19 april – Grete Waitz, 57, norsk maratonlöpare.[37]
- 20 april – Tim Hetherington, 40, brittisk fotograf och dokumentärfilmare.
- 20 april – Gerard Smith, 36, amerikansk musiker, medlem av TV on the Radio.
- 20 april – Bo Wahlström, 95, svensk bokförläggare, Birger Wahlströms son, B. Wahlströms bokförlag.
- 21 april – Annalisa Ericson, 97, svensk skådespelare, dansare och revyartist.
- 21 april – Kåre Svanfeldt, 88, svensk militär.
- 21 april – Harold Garfinkel, 93, amerikansk sociolog.
- 23 april – Terence Longdon, 88, brittisk skådespelare.[38]
- 24 april – Sathya Sai Baba, 84, indisk guru.
- 25 april – Gonzalo Rojas, 93, chilensk författare.
- 25 april – Poly Styrene, 53, brittisk sångare och musiker, bland annat i punkrockbandet X-Ray Spex.
- 26 april – Phoebe Snow, 60, amerikansk sångare och låtskrivare.
- 27 april – Marian Mercer, 75, amerikansk skådespelare.
- 27 april – David Wilkerson, 79, amerikansk evangelist.[39]
- 28 april – William Campbell, 87, amerikansk skådespelare, Star Trek: The Original Series.
- 28 april – Erhard Loretan, 52, schweizisk bergsbestigare.
- 29 april – Joanna Russ, 74, amerikansk science fiction-författare.
- 30 april – Ernesto Sabato, 99, argentinsk författare och fysiker.

## Maj

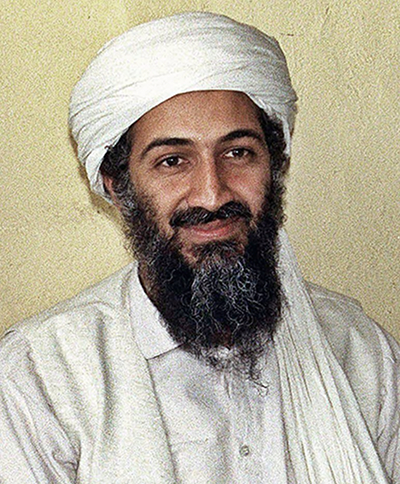
Den saudiske terroristledaren Usama bin Ladin avled 2 maj, 54 år gammal.

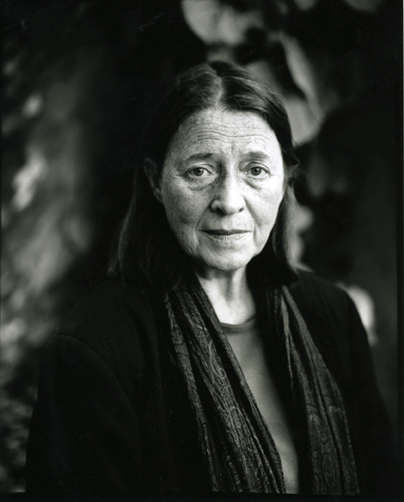
Den svenska författaren och kritiken Birgitta Trotzig avled 14 maj, 81 år gammal.

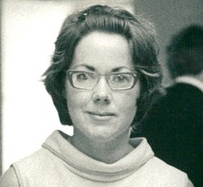
Den svenska författaren och dramatikern Eva Moberg avled 22 maj, 79 år gammal.

- 1 maj – Henry Cooper, 76, brittisk boxare.
- 2 maj – Usama bin Ladin, 54, saudiskfödd grundare och ledare av al-Qaida.[40][41]
- 3 maj – Jackie Cooper, 88, amerikansk skådespelare (Superman - The Movie).
- 5 maj – Claude Choules, 110, brittiskfödd australisk krigsveteran.[42]
- 5 maj – Arthur Laurents, 93, amerikansk manusförfattare.
- 5 maj – Dana Wynter, 79, brittisk-amerikansk skådespelare.
- 6 maj – Bill Hopkins, 83, walesisk författare.
- 7 maj – Seve Ballesteros, 54, spansk golfspelare.
- 7 maj – Willard S. Boyle, 86, kanadensisk fysiker och nobelpristagare 2009.[43]
- 7 maj – Eilert "Garvis" Määttä, 75, svensk ishockeyspelare.
- 7 maj – Gunter Sachs, 78, tysk företagsledare, fotograf, konstsamlare och astrologiforskare.
- 8 maj – Arkadij Vaksberg, 77, rysk jurist, författare inom politisk historia, dramaturg och journalist.
- 9 maj – David Cairns, 44, brittisk politiker och parlamentsledamot.
- 9 maj – Dolores Fuller, 88, amerikansk skådespelare.
- 9 maj – Lidia Gueiler Tejada, 89, boliviansk politiker, interimspresident 1979–1980.
- 9 maj – Ivo Pešák, 66, tjeckisk sångare.
- 9 maj – Wouter Weylandt, 26, belgisk cyklist.
- 11 maj – Maurice Goldhaber, 100, amerikansk fysiker.[44]
- 13 maj – Derek Boogaard, 28, kanadensisk ishockeyspelare.
- 14 maj – Teuvo Laukkanen, 91, finländsk längdskidåkare.
- 14 maj – Birgitta Trotzig, 81, svensk författare och ledamot i Svenska Akademien.
- 15 maj – Pete Lovely, 85, amerikansk racerförare.
- 15 maj – Samuel Wanjiru, 24, kenyansk långdistanslöpare.
- 16 maj – Edward Hardwicke, 78, brittisk skådespelare.
- 19 maj – Garret FitzGerald, 85, irländsk politiker, premiärminister 1981–1982 och 1982–1987.
- 19 maj – Kathy Kirby, 72, brittisk sångare.[45]
- 19 maj – Arne Lundgren, 85, svensk författare och översättare.
- 20 maj – Randy Savage, 58, amerikansk wrestler.
- 21 maj – Bill Rechin, 80, amerikansk serietecknare (Ökenrävarna).[46]
- 22 maj – Joseph Brooks, 73, amerikansk kompositör och manusförfattare.
- 22 maj – Matej Ferjan, 34, slovensk speedwayförare.
- 22 maj – Eva Moberg, 79, svensk författare, journalist och debattör, Vilhelm Mobergs dotter.
- 23 maj – Xavier Tondó, 32, spansk cyklist.
- 24 maj – Arthur Goldreich, 82, sydafrikansk-israelisk abstrakt målare och antiapartheidaktivist.
- 25 maj – Leonora Carrington, 94, brittiskfödd mexikansk konstnär.
- 27 maj – Jeff Conaway, 60, amerikansk skådespelare.
- 27 maj – Margo Dydek, 37, polsk basketspelare.
- 27 maj – Gil Scott-Heron, 62, amerikansk poet och musiker.
- 29 maj – Sergej Bagapsj, 62, abchazisk politiker och president.
- 29 maj – Bill Clements, 94, amerikansk politiker, Texas guvernör 1979–1983 och 1987–1991.
- 29 maj – Ferenc Mádl, 80, ungersk  politiker, president 2000–2005.
- 29 maj – Valter Unefäldt, 88, svensk författare och översättare.
- 30 maj – Ricky Bruch, 64, svensk friidrottare.
- 30 maj – Pia Lang, 77, svensk sångerska (Gals and Pals).
- 30 maj – Rosalyn Yalow, 89, amerikansk fysiolog, nobelpristagare 1977.
- 31 maj – Pauline Betz, 91, amerikansk tennisspelare.
- 31 maj – Sølvi Wang, 81, norsk skådespelare och sångare.

## Juni

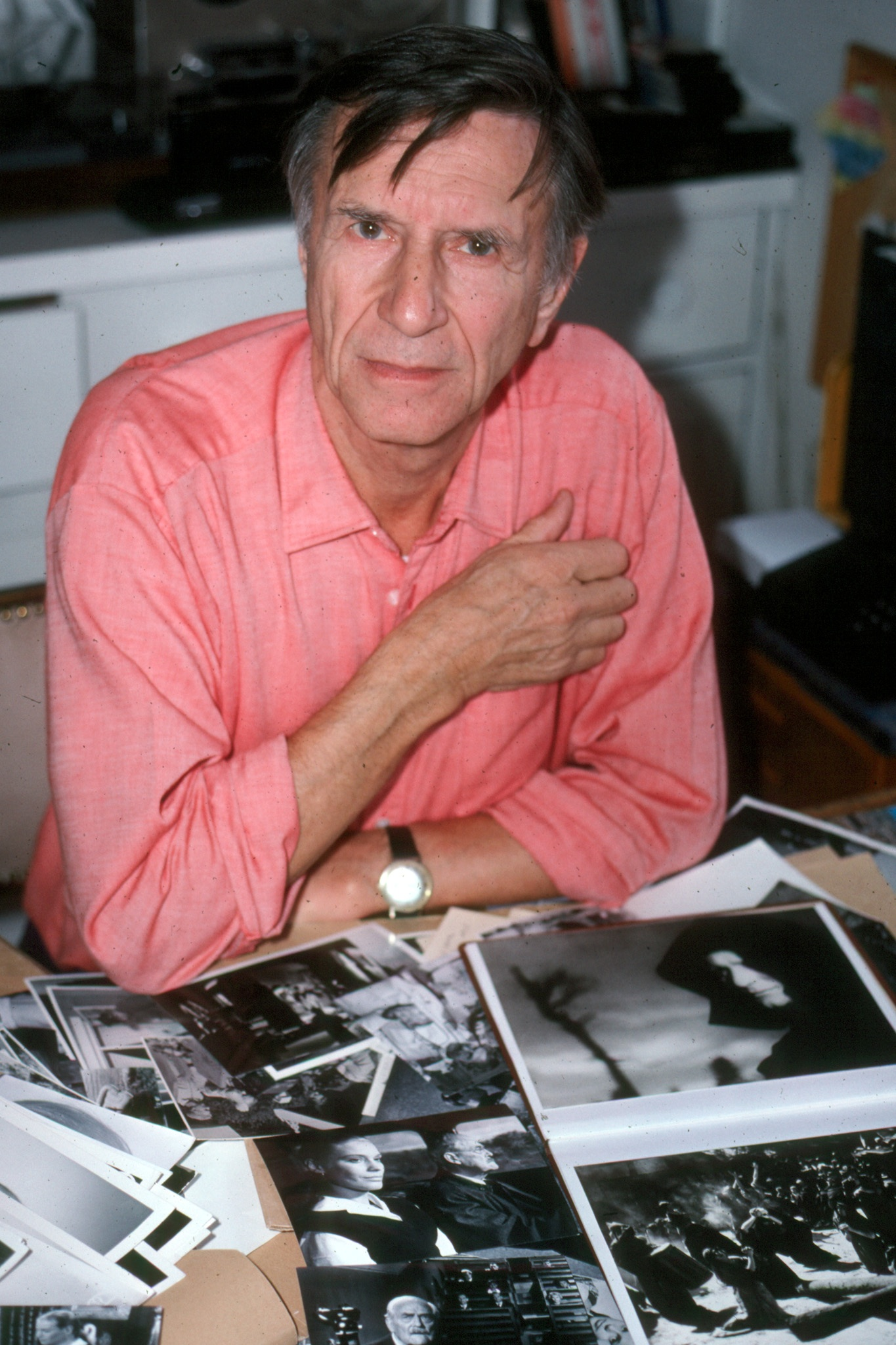
Den svenske filmfotografen, regissören och författaren Gunnar Fischer avled 2 juni, 54 år gammal.

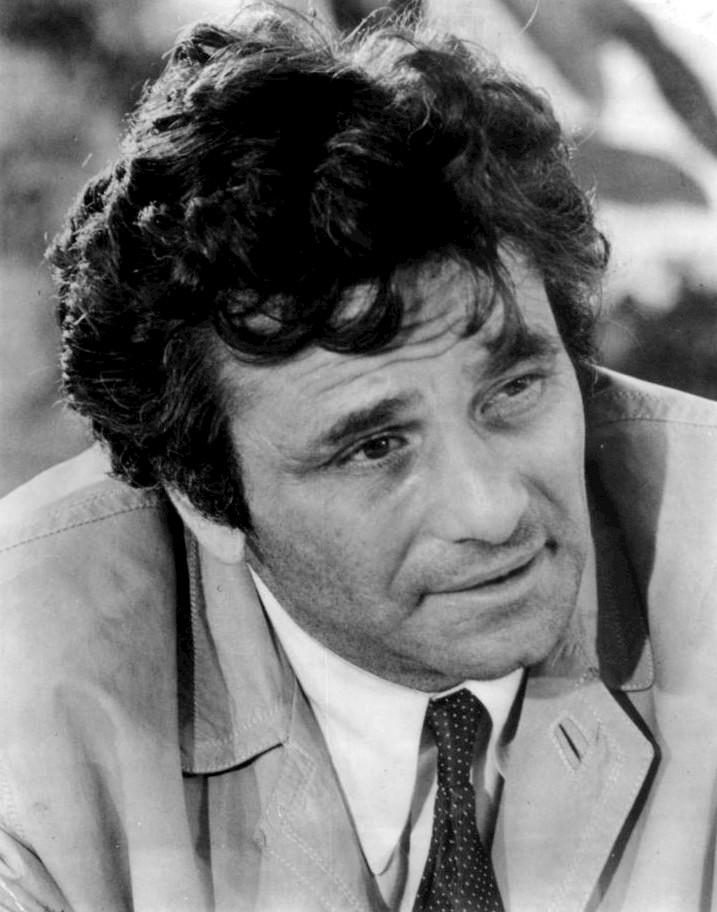
Den amerikanske skådespelaren Peter Falk avled 23 juni, 83 år gammal.

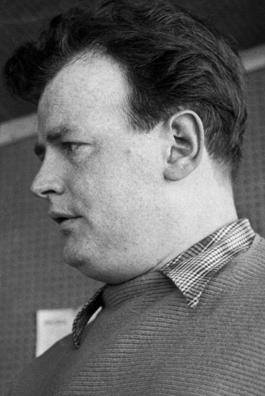
Den svenske sportjournalisten Sven "Plex" Petersson avled 25 juni, 84 år gammal.

- 2 juni – Teddy Brunius, 89, svensk konsthistoriker.
- 2 juni – Albertina Sisulu, 92, sydafrikansk antiapartheidaktivist och en av pionjärerna inom ANC, hustru till Walter Sisulu.
- 3 juni – James Arness, 88, amerikansk skådespelare, spelade bland annat Zebulon ”Zeb” Macahan i tv-serien Familjen Macahan.
- 3 juni – Harry Bernstein, 101, brittiskfödd amerikansk författare.
- 3 juni – Pat Jackson, 95, brittisk filmregissör.[47]
- 3 juni – Jack Kevorkian, 83, amerikansk patolog och dödshjälpsförespråkare.
- 4 juni – Donald Hewlett, 90, brittisk skådespelare.
- 4 juni – Lawrence Eagleburger, 80, amerikansk diplomat, utrikesminister 1992–1993.
- 6 juni – John Boswall, 91, bríttisk skådespelare.[48]
- 6 juni – Nils-Bertil Dahlander, 83, svensk jazzmusiker.
- 8 juni – Anatole Abragam, 96, fransk fysiker.
- 8 juni – John Mackenzie, 83, brittisk filmregissör.[49]
- 8 juni – Alan Rubin, 68, amerikansk trumpetare.
- 10 juni – Brian Joseph Lenihan, 52, irländsk politiker, finansminister 2008–2011.
- 10 juni – Ingvar S. Melin, 78, finländsk politiker, försvarsminister 1975–1976.
- 10 juni – Sven-Olof Walldoff, 82, svensk kompositör och dirigent.[50]
- 11 juni – Gunnar Fischer, 100, svensk filmfotograf.
- 11 juni – Kurt Nielsen, 80, dansk tennisspelare.
- 11 juni – Seth Putnam, 43, amerikansk rockmusiker.
- 12 juni – John Hospers, 93, amerikansk filosof.
- 14 juni – Milivoj Ašner, 98, kroatisk före detta polischef, misstänkt krigsförbrytare.
- 14 juni – Peter Schamoni, 77, tysk filmregissör och producent.
- 16 juni – Östen Mäkitalo, 72, svensk elektronikingenjör.
- 17 juni – Birgitta Hammar, 99, svensk översättare.
- 17 juni – Gustaf Kjellvander, 31, svensk musiker och låtskrivare.
- 18 juni – Jelena Bonner, 88, rysk medborgarrättsaktivist och änkan efter Andrej Sacharov.
- 18 juni – Frederick Chiluba, 68, zambisk politiker, före detta president.
- 18 juni – Clarence Clemons, 69, amerikansk saxofonist.
- 18 juni – Ingemar Leckius, 82, svensk författare och översättare.[51]
- 19 juni – Don Diamond, 90, amerikansk skådespelare, Zorro.[52]
- 20 juni – Ryan Dunn, 34, amerikansk tv-personlighet och Jackass-medlem.
- 21 juni – Robert Kroetsch, 83, kanadensisk författare.
- 23 juni – Gene Colan, 84, amerikansk serietecknare.
- 23 juni – Peter Falk, 83, amerikansk skådespelare.
- 23 juni – Stéphane Franke, 47, tysk friidrottare.
- 23 juni – Fred Steiner, 88, amerikansk kompositör, skrev signaturmelodin till Perry Mason.
- 25 juni – Rune Gustafsson, 91, svensk friidrottare.[53][54]
- 25 juni – Sven Plex Petersson, 84, svensk sportjournalist.[55]
- 25 juni – Margaret Tyzack, 79, brittisk skådespelare.
- 27 juni – Mike Doyle, 64, brittisk fotbollsspelare.
- 27 juni – Orvin B. Fjare, 93, amerikansk republikansk politiker, kongressledamot 1955–1957.
- 27 juni – Richard Harding Poff, 87, amerikansk republikansk politiker och jurist, kongressledamot 1953–1972.
- 27 juni – Elaine Stewart, 81, amerikansk skådespelare.
- 27 juni – Charles W. Whalen, 90, amerikansk republikansk politiker, kongressledamot 1967–1979.

## Juli

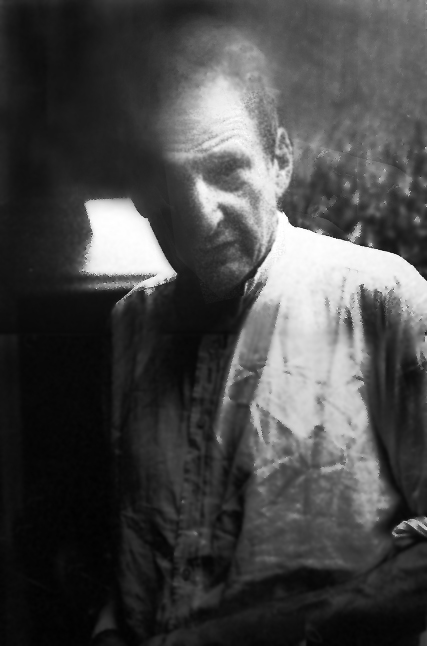
Den brittiske målaren Lucian Freud avled 20 juli, 88 år gammal.

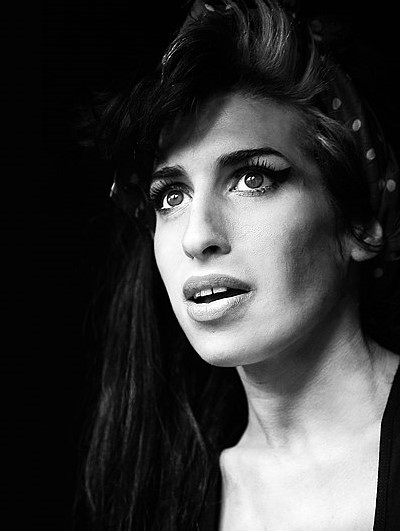
Den amerikanska sångaren Amy Winehouse avled 23 juli, 27 år gammal.

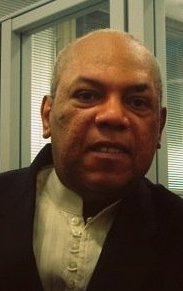
Den colombianske sångaren och musikern Joe Arroyo avled 26 juli, 55 år gammal.

- 1 juli – Willie Fernie, 82, brittisk (skotsk) fotbollsspelare.
- 2 juli – Itamar Franco, 81, brasiliansk politiker, före detta president.
- 2 juli – Oliver Napier, 75, brittisk (nordirländsk) politiker och jurist.
- 3 juli – Anna Massey, 73, brittisk skådespelare.[56]
- 4 juli – Otto von Habsburg, 98, tysk-österrikisk politiker och före detta tronföljare till den habsburgska tronen.
- 4 juli – Zurab Kapianidze, 74, georgisk skådespelare och politiker, parlamentsledamot 1999–2003.
- 5 juli – Mika Myllylä, 41, finländsk längdskidåkare.[57]
- 5 juli – Gordon Tootoosis, 69, kanadensisk skådespelare.
- 5 juli – Cy Twombly, 83, amerikansk konstnär.[58]
- 7 juli – Allan W. Eckert, 80, amerikansk författare.
- 7 juli – Manuel Galbán, 80, kubansk gitarrist, medlem av Buena Vista Social Club.[59]
- 8 juli – Roberts Blossom, 87, amerikansk skådespelare.
- 8 juli – Betty Ford, 93, amerikansk presidentfru, gift med Gerald Ford.
- 9 juli – Michael Burston, "Würzel", 61, brittisk musiker.
- 9 juli – Facundo Cabral, 74, argentinsk folksångare, mördad.[60]
- 9 juli – Arvo Salo, 79, finländsk socialdemokratisk politiker, journalist och författare.
- 10 juli – Ragnar Lundberg, 86, svensk friidrottare.
- 10 juli – Roland Petit, 87, fransk koreograf och dansare.[61]
- 11 juli – Jaroslav Jiřík, 71, tjeckoslovakisk (tjeckisk) ishockeyspelare.
- 12 juli – Ahmad Wali Karzai, omkr. 50, afghansk politiker och bror till president Hamid Karzai, mördad.
- 12 juli – Sherwood Schwartz, 94, amerikansk tv-producent.
- 13 juli – Jerry Ragovoy, 80, amerikansk låtskrivare och musikproducent.[62]
- 13 juli – Heinz Reincke, 86, tysk skådespelare, Den längsta dagen.[63]
- 14 juli – Leo Kirch, 84, tysk medieentreprenör.
- 14 juli – Antonio Prieto, 84, chilensk skådespelare och sångare.
- 15 juli – Googie Withers, 94, brittisk skådespelare.[64]
- 17 juli – Juan María Bordaberry, 83, uruguayansk exdiktator. Dödsannons – BBC
- 17 juli – Alex Steinweiss, 94, amerikansk grafisk designer.[65]
- 18 juli – Magnus Malan, 81, sydafrikansk politiker, försvarsminister 1980–1991.
- 19 juli – Sheila Burrell, 89, brittisk skådespelare, kusin till Laurence Olivier.[66]
- 20 juli – Lucian Freud, 88, brittisk konstnär.[67]
- 21 juli – Thorsten Andersson, 73, svensk politiker, före detta landshövding.[68]
- 21 juli – Per-Erik Burud, 48, norsk affärsman.[69]
- 22 juli – Linda Christian, 87, mexikansk-amerikansk skådespelare.
- 23 juli – Robert Ettinger, 92, amerikansk författare och kryonikens fader.[70]
- 23 juli – Nguyễn Cao Kỳ, 80, vietnamesisk politiker (Sydvietnams premiärminister och senare vicepresident) och flyggeneral.[71]
- 23 juli – John Shalikashvili, 75, georgisk-amerikansk general.
- 23 juli – Amy Winehouse, 27, brittisk sångare.
- 24 juli – G.D. Spradlin, 90, amerikansk skådespelare.[72]
- 25 juli – Michael Cacoyannis, 89, cypriotisk filmregissör, Zorba.[73]
- 26 juli – Joe Arroyo, 55, colombiansk sångare och musiker.[74]
- 26 juli – Sakyo Komatsu, 80, japansk science fiction-författare.[75]
- 26 juli – Jeret Peterson, 29, amerikansk freestyleskidåkare, silvermedaljör vid vinter-OS 2010.
- 27 juli – Ágota Kristóf, 75, ungersk-schweizisk författare.
- 27 juli – John Stott, 90, brittisk anglikansk kyrkoherde och författare.[76]
- 28 juli – Brian O'Leary, 71, amerikansk astronom och astronaut.
- 28 juli – Abdel Fattah Younes, 67, libysk rebelledare, generalmajor och tidigare inrikesminister.[77]
- 29 juli – John Edward Anderson, 93, amerikansk fastighetsmiljardär.
- 29 juli – Gene McDaniels, 76, amerikansk sångare och låtskrivare.
- 30 juli – Mario Echandi Jiménez, 96, costaricansk politiker, president 1958–1962.[78]

## Augusti

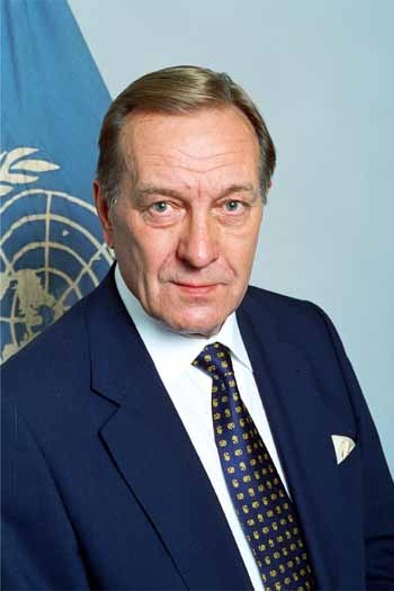
Den finländske politikern och tidigare statsministern Harri Holkeri avled 7 augusti, 74 år gammal.

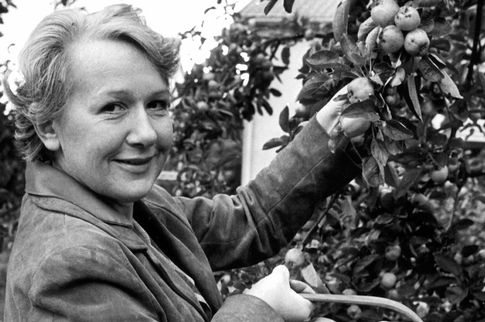
Den svenska skådespelaren Sif Ruud avled 15 augusti, 95 år gammal.

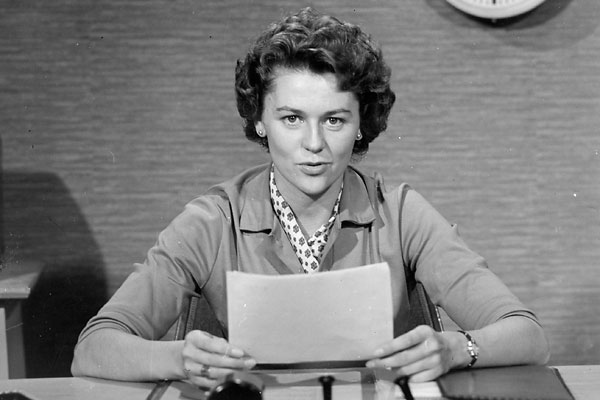
Den svenska radio- och tv-profilen Gun Hägglund avled 19 augusti, 79 år gammal.

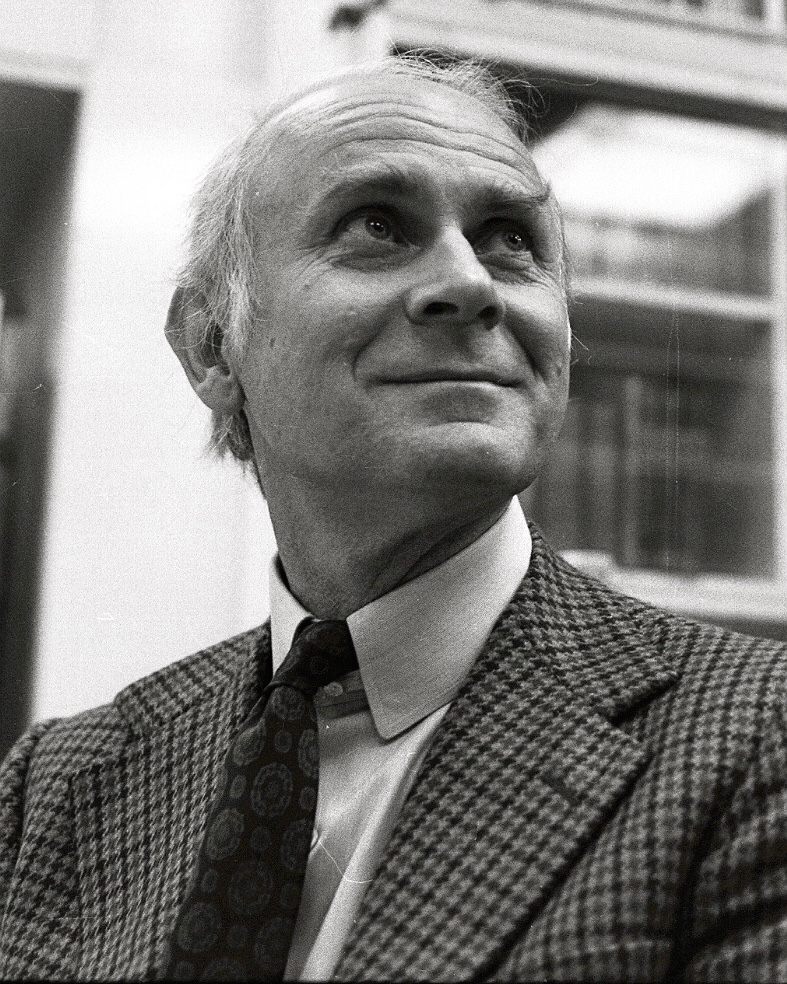
Den tyske komikern och tecknaren Loriot avled 22 augusti, 87 år gammal.

- 1 augusti – Stan Barstow, 83, engelsk författare.[79]
- 1 augusti – Victoria Yagling, 65, sovjetisk-finländsk cellist och kompositör.
- 2 augusti – Baruj Benacerraf, 90, venezuelansk-amerikansk immunolog, nobelpristagare i medicin 1980.
- 2 augusti – Attilio Pavesi, 100, italiensk cyklist och olympiamästare 1932, världens äldste överlevande olympiamästare.[80]
- 2 augusti – Richard Pearson, 93, brittisk (walesisk) skådespelare.[81]
- 3 augusti – Ingrid Luterkort, 101, svensk skådespelare och regissör.
- 3 augusti – Bubba Smith, 66, amerikansk idrottsman och skådespelare.
- 5 augusti – Andrzej Lepper, 57, polsk politiker, partiledare och tidigare ställföreträdande premiärminister.
- 5 augusti – Francesco Quinn, 48, amerikansk skådespelare, son till Anthony Quinn.
- 6 augusti – Marshall Grant, 83, amerikansk musiker.
- 6 augusti – Roman Opałka, 79, polsk konstnär.
- 6 augusti – John Wood, 81, brittisk skådespelare, War Games, Ladyhawke.[82]
- 7 augusti – Hugh Carey, 92, amerikansk politiker, New Yorks guvernör 1975–1982.
- 7 augusti – Mark Hatfield, 89, amerikansk politiker.
- 7 augusti – Harri Holkeri, 74, finländsk politiker och tidigare statsminister.[83]
- 8 augusti – Ray Anderson, 77, amerikansk entreprenör.[84]
- 8 augusti – Kurt Johansson, 97, svensk sportskytt, bragdguldmedaljör 1966.
- 11 augusti – Tomas Hägg, 72, svensk professor i klassisk filologi.[85]
- 11 augusti – Jani Lane, 47, amerikansk sångare och låtskrivare i hårdrocks/metalgruppen Warrant.
- 13 augusti – Chris Lawrence, 78, brittisk racerförare.
- 13 augusti – Topi Sorsakoski, 58, finländsk sångare.[86]
- 13 augusti – Ellen Winther Lembourn, 78, dansk operasångare och skådespelare.[87]
- 14 augusti – Shammi Kapoor, 79, indisk skådespelare.[88]
- 15 augusti – Sif Ruud, 95, svensk skådespelare.[89]
- 15 augusti – Rick Rypien, 27, kanadensisk ishockeyspelare.[90]
- 16 augusti – Andrej Bajuk, 67, slovensk politiker och ekonom, premiärminister 2000.
- 16 augusti – Lennart Gårdinger, 66, svensk radioprogramledare.[91]
- 16 augusti – Aud Talle, 66, norsk socialantropolog.
- 18 augusti – Johnson, 58, indisk filmmusikkompositör.
- 18 augusti – Gunilla Lindberg, 76, svensk journalist och författare.[92]
- 18 augusti – Jean Tabary, 81, fransk serietecknare, Iznogoud.[93]
- 19 augusti – Gun Hägglund, 79, svensk radio- och tv-profil.[94]
- 20 augusti – Jonas Redmo ("Gynter Schlecht"), 33, svensk gitarrist, Svensk Pop, The People och TorPeders Kapell. Trafikolycka på Södermalm i Stockholm.
- 21 augusti – Budd Hopkins, 80, amerikansk ufolog och konstnär.
- 22 augusti – Nickolas Ashford, 69, amerikansk R&B-singer-songwriter, Ashford & Simpson.[95]
- 22 augusti – Vicco von Bülow ("Loriot"), 87, tysk humorist, tecknare, regissör och författare.
- 22 augusti – John Howard Davies, 72, brittisk tv-producent, Monty Pythons flygande cirkus, Pang i bygget.[96]
- 22 augusti – Jesper Klein, 66, dansk skådespelare och författare.
- 22 augusti – Jack Layton, 61, kanadensisk politiker, partiledare för Nya demokratiska partiet.[97]
- 22 augusti – Jerry Leiber, 78, amerikansk kompositör.
- 24 augusti – Jack Hayes, 92, amerikansk kompositör och dirigent, tvåfaldigt Oscarsnominerad.[98]
- 24 augusti – Mirjam Vire-Tuominen, 92, finländsk kommunistisk politiker, riksdagsledamot 1970–1979.
- 25 augusti – Lazar Mojsov, 90, makedonsk politiker, president i Jugoslavien 1987–1988.[99]
- 25 augusti – Eugene A. Nida, 96, amerikansk lingvist och översättare.
- 27 augusti – Eve Brent, 82, amerikansk skådespelare.[100]
- 28 augusti – Johnny Giosa, 42, amerikansk trummis i BulletBoys.
- 29 augusti – David "Honeyboy" Edwards, 96, amerikansk bluesgitarrist.[101]
- 31 augusti – Wade Belak, 35, kanadensisk ishockeyspelare.[102]

## September

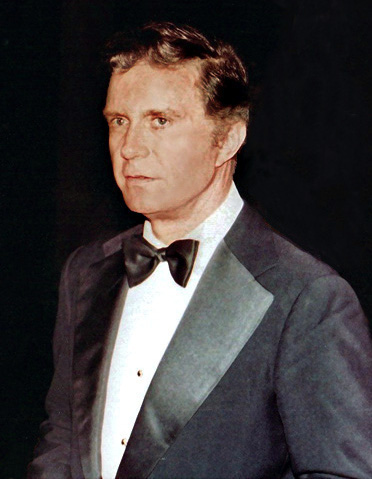
Den amerikanske skådespelaren Cliff Robertson avled 10 september, 88 år gammal.

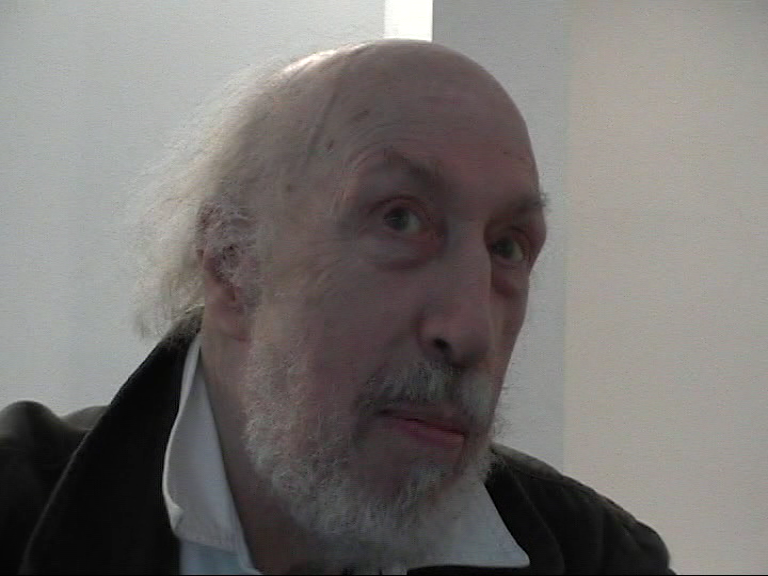
Den brittiske konstnären Richard Hamilton avled 13 september, 89 år gammal.

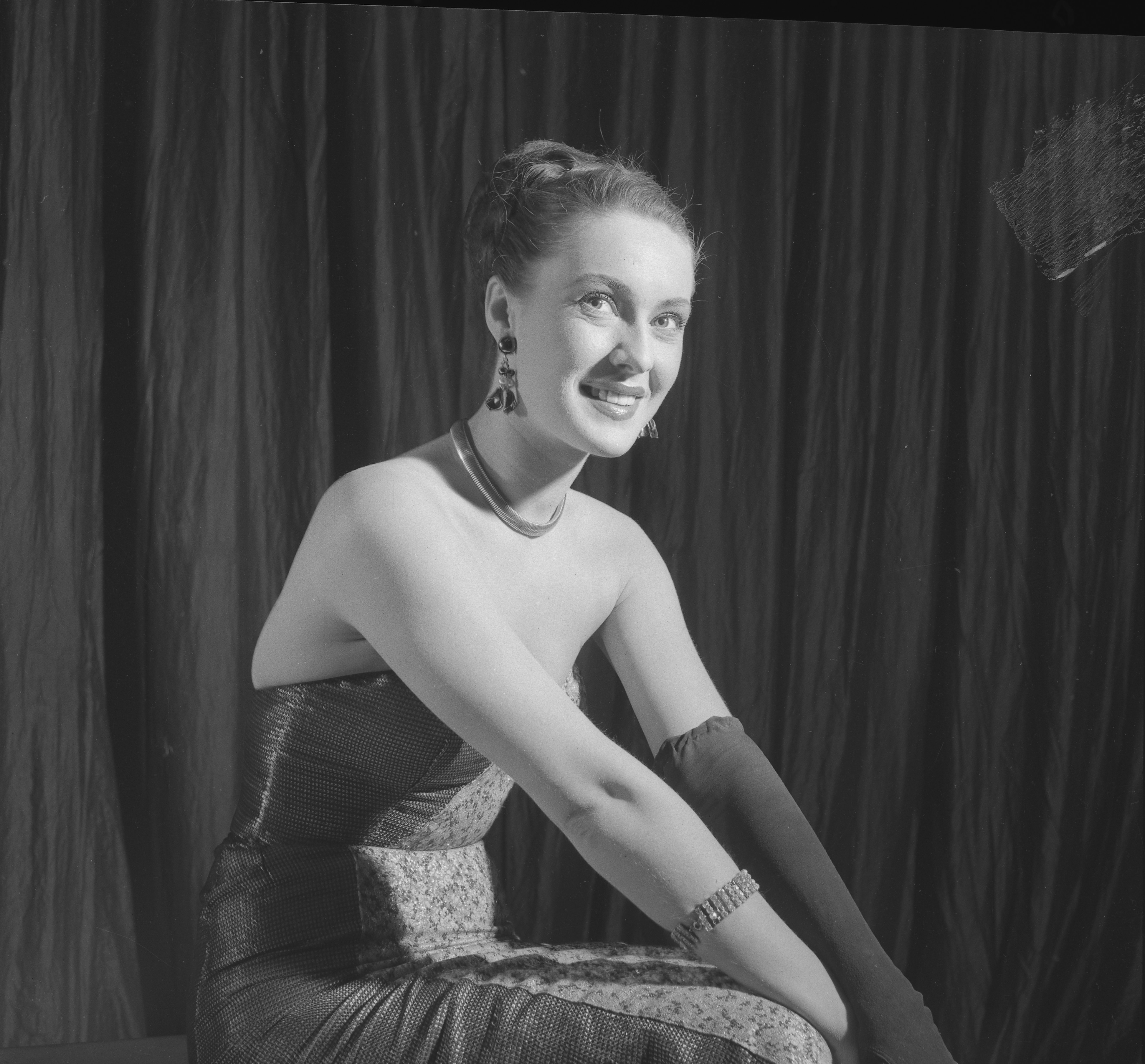
Den svenska skådespelaren Gaby Stenberg avled 20 september, 88 år gammal.

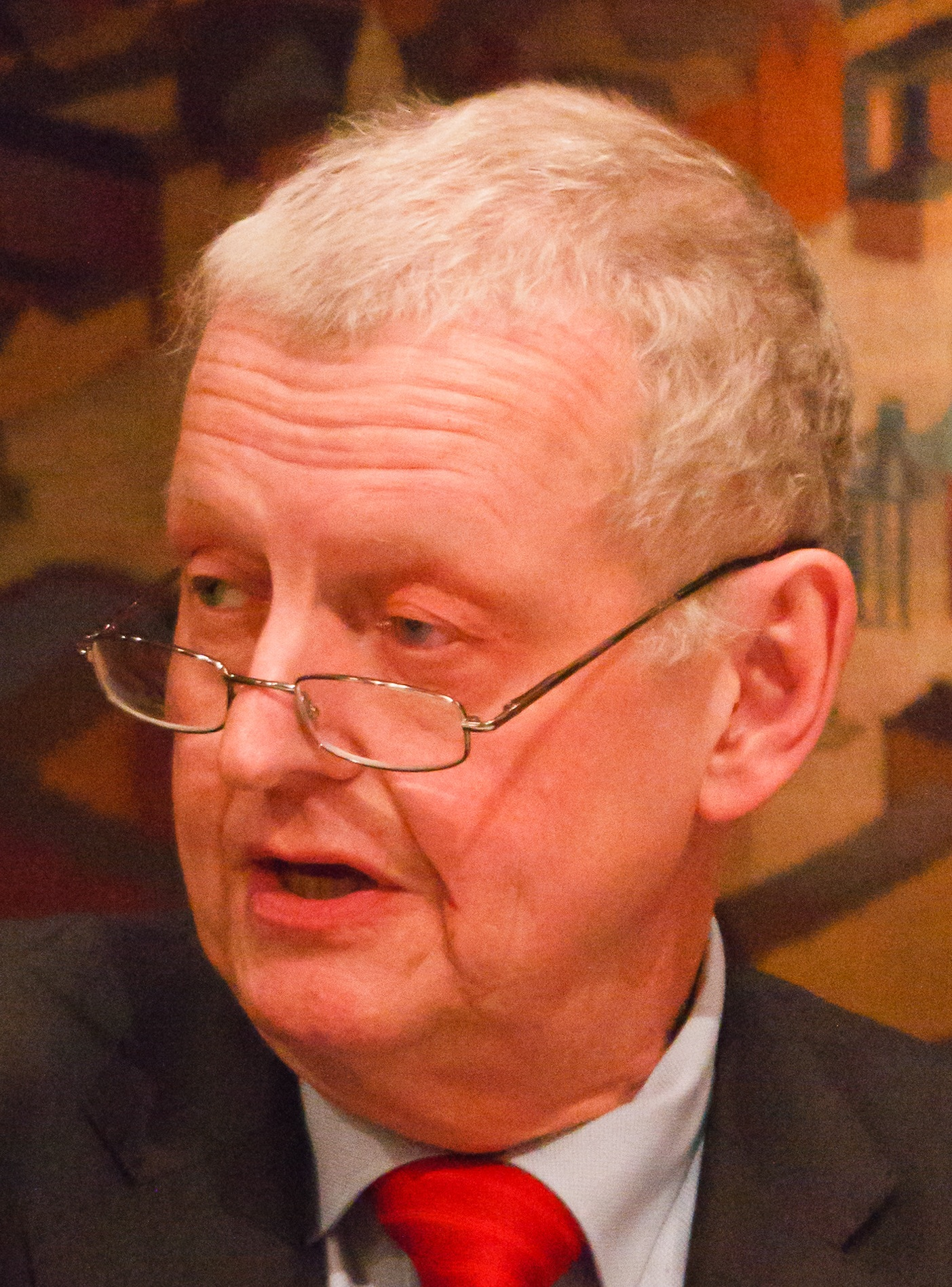
Den svenske politikern Per Unckel avled 20 september, 63 år gammal.

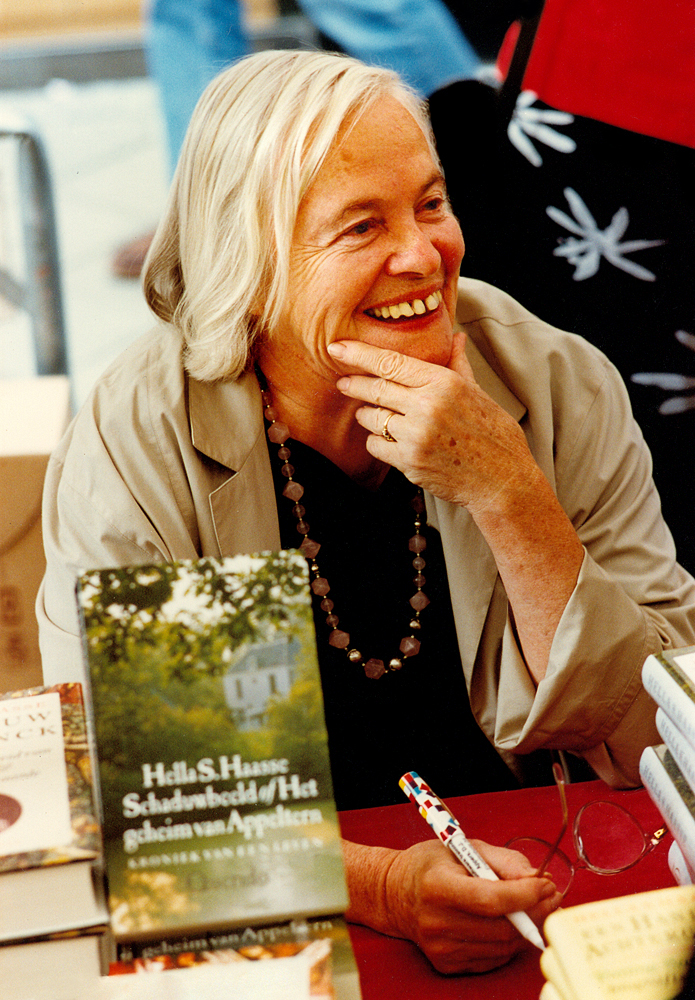
Den nederländska författaren Hella S. Haasse avled 29 september, 93 år gammal.

- 2 september – Felipe Camiroaga, 44, chilensk tv-programledare.
- 2 september – Finn Martin, 49, svensk musiker.[103]
- 3 september – Sándor Képiró, 97, ungersk misstänkt nazistförbrytare.[104]
- 5 september – Salvatore Licitra, 43, italiensk operatenor.
- 5 september – Vann Nath, 65, kambodjansk konstnär och människorättsaktivist.
- 6 september – Felix von Habsburg, 95, ärkehertig, bror till Otto von Habsburg.[105]
- 6 september – George Kuchar, 69, amerikansk filmregissör.[106]
- 7 september – Vitalij Anikejenko, 24, ukrainsk-rysk ishockeyspelare.[107]
- 7 september – Siarhej Astaptjuk, 21, vitrysk-rysk ishockeyspelare.[108]
- 7 september – Michail Balandin, 31, rysk ishockeyspelare.[108]
- 7 september – Pavol Demitra, 36, slovakisk ishockeyspelare.[108]
- 7 september – Robert Dietrich, 25, tysk ishockeyspelare.[108]
- 7 september – Artiom Jartjuk, 21, rysk ishockeyspelare.[108]
- 7 september – Marat Kalimulin, 23, rysk ishockeyspelare.[108]
- 7 september – Aleksandr Kaljanin, 23, rysk ishockeyspelare.[108]
- 7 september – Aleksandr Karpovtsev, 41, rysk ishockeyspelare och tränare.[109]
- 7 september – Andrej Kirjuchin, 24, rysk ishockeyspelare.[108]
- 7 september – Nikita Kljukin, 21, rysk ishockeyspelare.[108]
- 7 september – Igor Koroljov, 41, rysk-kanadensisk ishockeyspelare och tränare.[110]
- 7 september – Stefan Liv, 30, svensk ishockeymålvakt.[108]
- 7 september – Brad McCrimmon, 52, kanadensisk ishockeyspelare och tränare.[108]
- 7 september – Jan Marek, 31, tjeckisk ishockeyspelare.[108]
- 7 september – Karel Rachůnek, 32, tjeckisk ishockeyspelare.[108]
- 7 september – Ruslan Salej, 36, vitrysk ishockeyspelare.[111]
- 7 september – Kārlis Skrastiņš, 37, lettisk ishockeyspelare.[108]
- 7 september – Daniil Sobtjenko, 20, rysk ishockeyspelare.[108]
- 7 september – Gennadij Tjurilov, 24, rysk ishockeyspelare.[108]
- 7 september – Ivan Tkatjenko, 31, rysk ishockeyspelare.[108]
- 7 september – Jurij Urytjev, 20, rysk ishockeyspelare.[108]
- 7 september – Josef Vašíček, 30, tjeckisk ishockeyspelare.[108]
- 7 september – Aleksandr Vasiunov, 23, rysk ishockeyspelare.[108]
- 7 september – Oleksandr Vjuchin, 38, ukrainsk ishockeyspelare.[108]
- 8 september – Vo Chi Cong, 99, vietnamesisk politiker, president 1987–1992.[112]
- 10 september – Cliff Robertson, 88, amerikansk skådespelare.
- 11 september – Christian Bakkerud, 26, dansk racerförare.
- 11 september – Axel Wallenberg, 53, svensk investerare.
- 11 september – Andy Whitfield, 39, brittiskfödd (walesiskfödd) australisk skådespelare.[113]
- 12 september – Aleksandr Galimov, 26, rysk ishockeyspelare.
- 13 september – Mehdi Favéris-Essadi ("DJ Mehdi"), 34, fransk DJ och hiphop-producent.[114]
- 13 september – Richard Hamilton, 89, brittisk konstnär.[115]
- 13 september – Vuokko Rehn, 73, finländsk politiker, riksdagsledamot 1995–1999.
- 14 september – Rudolf Mössbauer, 82, tysk vetenskapsman och nobelpristagare i fysik 1961.
- 14 september – Malcolm Wallop, 78, amerikansk republikansk politiker.[116]
- 15 september – Frances Bay, 92, kanadensiskfödd amerikansk skådespelare.[117]
- 15 september – Mikael Passare, 52, svensk forskare och professor i matematik, verksam vid Stockholms universitet.[118]
- 16 september – Willie "Big Eyes" Smith, 75, amerikansk bluesmusiker.[119]
- 17 september – Charles H. Percy, 91, amerikansk företagsledare och republikansk politiker.[120]
- 19 september – Dolores Hope, 102, amerikansk sångare och filantrop, änka efter Bob Hope.[121]
- 19 september – George Cadle Price, 92, belizisk politiker, premiärminister 1981–1984 och 1989–1993.[122]
- 20 september – Arvid Andersson, 92, svensk tyngdlyftare och bragdguldmedaljör 1946.[123]
- 20 september – Annika Idström, 63, finländsk författare.
- 20 september – Burhanuddin Rabbani, 70 eller 71, afghansk politiker, president 1992–1996 och 2001.
- 20 september – Gaby Stenberg, 88, svensk skådespelare.
- 20 september – Per Unckel, 63, svensk politiker och landshövding.
- 21 september – Leif Kesselmark, 79, svensk militär.[124]
- 21 september – Troy Davis, 42, amerikansk dömd brottsling (avrättad).
- 21 september – Paulette Dubost, 100, fransk skådespelare.[125]
- 22 september – Jonathan Cecil, 72, brittisk skådespelare.[126]
- 22 september – Aristides Pereira, 87, kapverdiansk politiker och tidigare gerillaledare, Kap Verdes förste president 1975–1991.
- 22 september – Knut Steen, 86, norsk skulptör.[127]
- 22 september – Vesta Williams 53, amerikansk R&B-sångare.[128]
- 25 september – Wangari Maathai, 71, kenyansk politiker och miljöaktivist, mottagare av Nobels fredspris 2004.[129]
- 27 september – David Croft, 89, brittisk tv-producent och manusförfattare, Krutgubbar, 'Allå, 'allå, 'emliga armén.[130]
- 27 september – Erik Wedersøe, 73, dansk skådespelare.[131]
- 28 september – Claude R. Kirk, 85, amerikansk politiker, Floridas guvernör 1967–1971.[132]
- 29 september – Hella S. Haasse, 93, nederländsk författare.
- 30 september – Anwar al-Awlaki, 40, amerikansk-jemenitisk terrorutpekad al-Qaida-ledare.[133]
- 30 september – Robert Clifford Olson, 71, kanadensisk seriemördare.[134]
- 30 september – Ralph Steinman, 68, kanadensisk immunolog och cellbiolog, nobelpristagare i medicin 2011.[135]

## Oktober

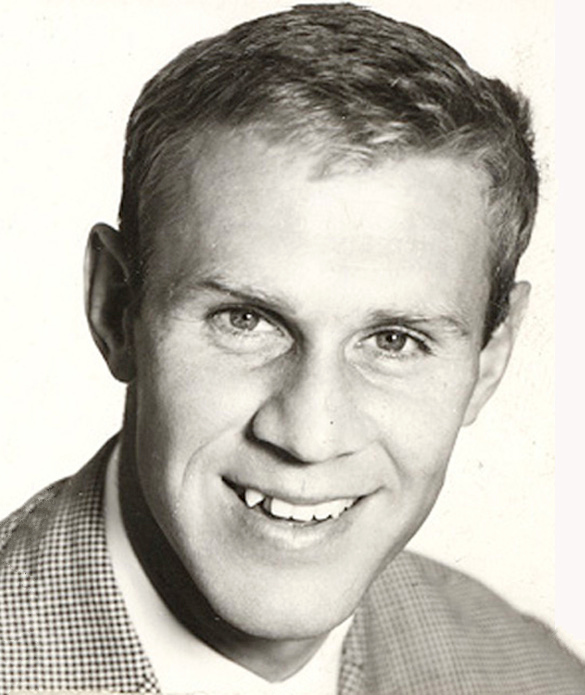
Den svenske ishockeyspelaren Sven Tumba avled 1 oktober, 80 år gammal.

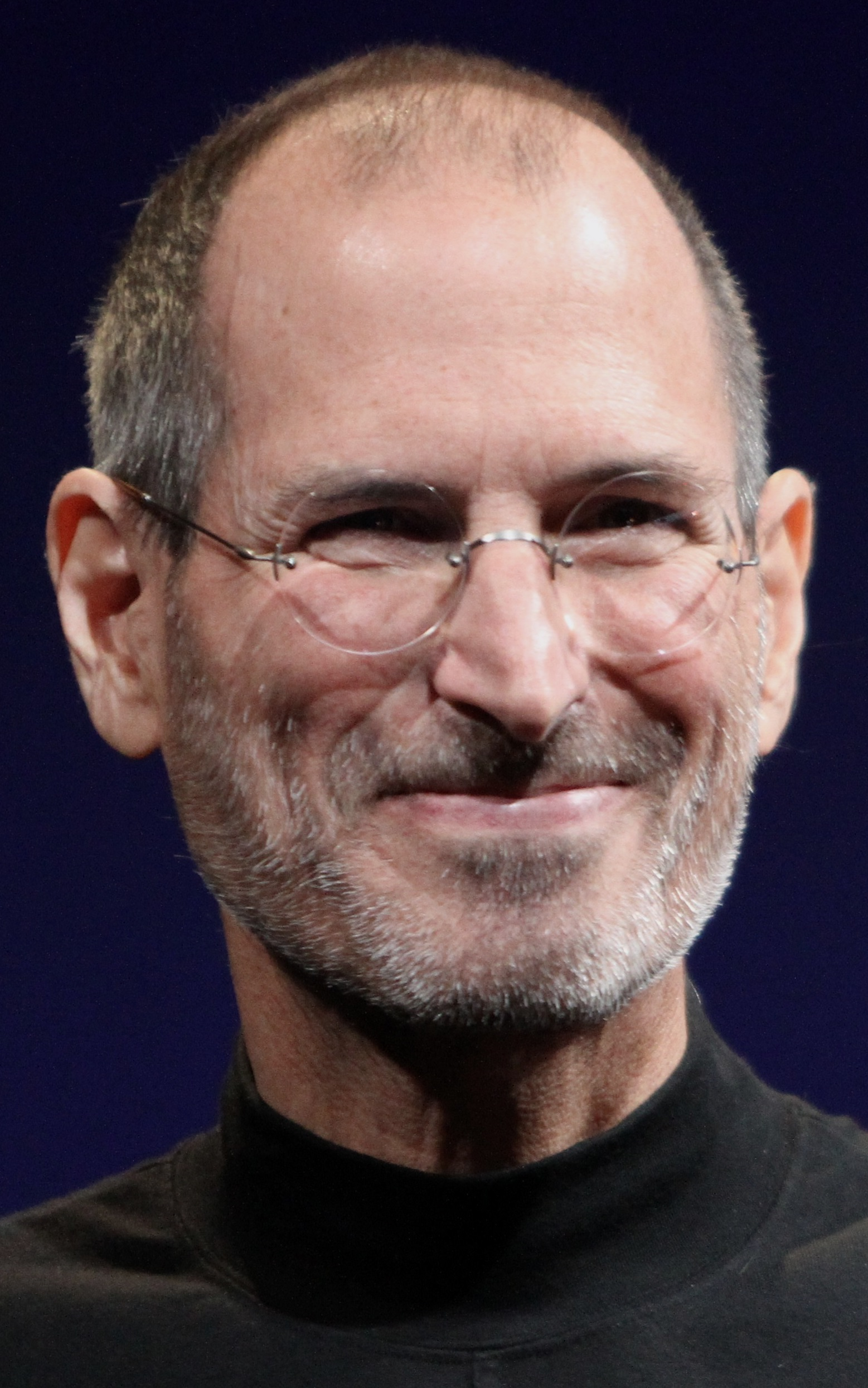
Den amerikanske IT-entreprenören Steve Jobs avled 5 oktober, 56 år gammal.

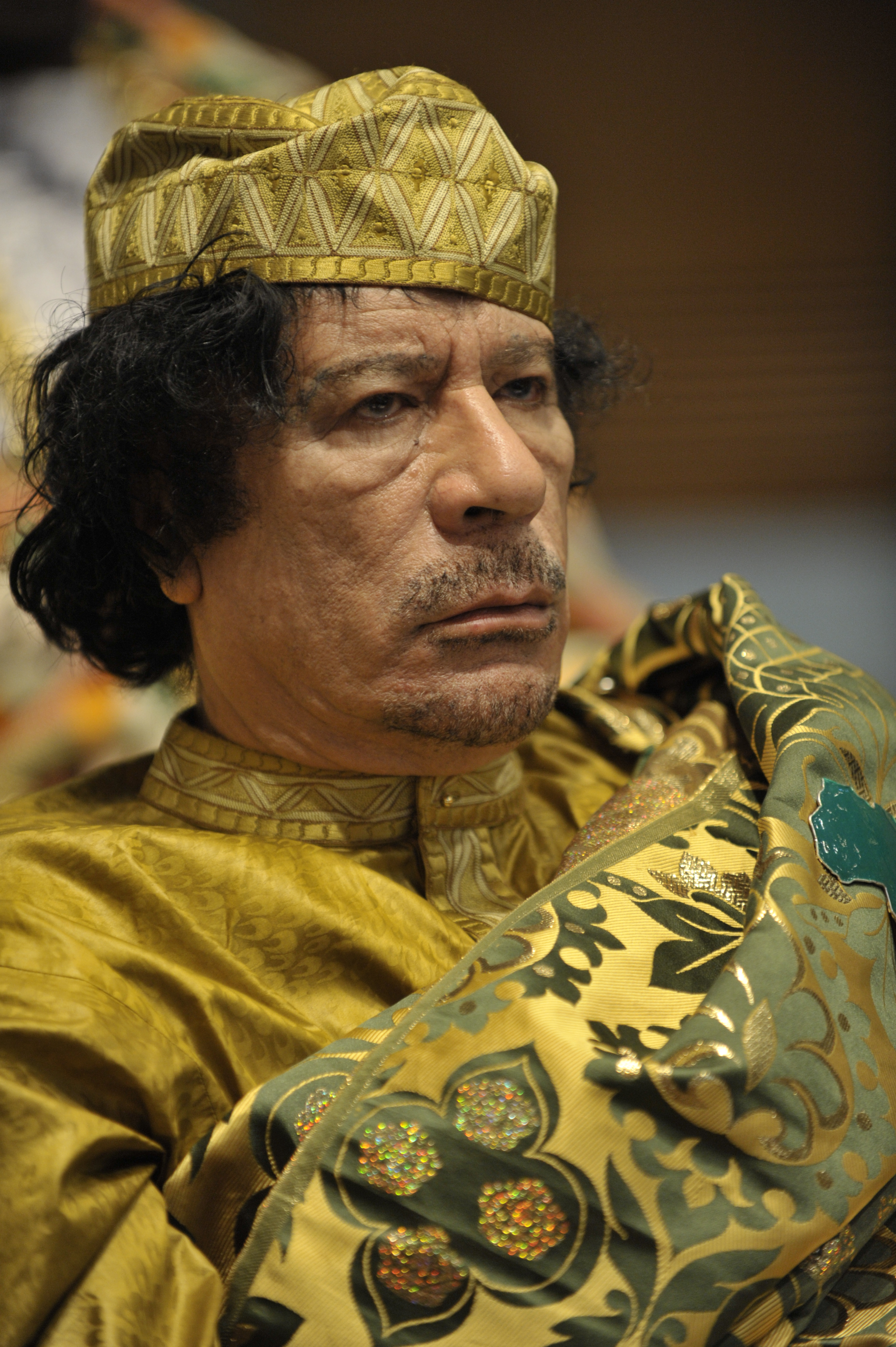
Den libyske presidenten Muammar al-Gaddafi avled 20 oktober, 69 år gammal.

- 1 oktober – Butch Ballard, 92, amerikansk jazztrummis.
- 1 oktober – Andreas Nilsson, 101, svensk fotbollsspelare.[136]
- 1 oktober – Sven Tumba, 80, svensk ishockeyspelare.
- 5 oktober – Richard Holmlund, 47, svensk fotbollstränare.
- 5 oktober – Bert Jansch, 67, brittisk (skotsk) folksångare och gitarrist.
- 5 oktober – Steve Jobs, 56, amerikansk entreprenör, Apples och NeXT Computers grundare, konstnär, filmproducent och uppfinnare.
- 5 oktober – Charles Napier, 75, amerikansk skådespelare.[137]
- 6 oktober – Birgit Rosengren, 98, svensk skådespelare.
- 7 oktober – Ramiz Alia, 85, albansk politiker, president 1991–1992 och generalsekreterare för Albanska arbetets parti 1985–1991.
- 7 oktober – George Baker, 80, brittisk skådespelare.[138]
- 8 oktober – David Hess, 75, amerikansk skådespelare.[139]
- 8 oktober – Dennis Ritchie, 70, amerikansk datavetare och programmerare.
- 8 oktober – Nina Sorokina, 69, rysk ballerina.[140]
- 8 oktober – Ingvar Wixell, 80, svensk operasångare.[141][142]
- 9 oktober – Vibeke Falk, 93, norsk skådespelare.[143]
- 10 oktober – Ulf Löfgren, 79, svensk barnboksförfattare och illustratör.
- 12 oktober – János Herskó, 85, ungersk regissör, skådespelare och manusförfattare.
- 12 oktober – Martin White, 102, irländsk hurlingspelare.
- 13 oktober – Barbara Kent, 103, kanadensisk stumfilmsskådespelare.
- 14 oktober – Laura Pollán, 63, kubansk oppositionsledare.[144]
- 16 oktober – Pete Rugolo, 95, amerikansk film- och tv-kompositör, Jagad.[145]
- 16 oktober – Henning Sjöström, 89, svensk advokat.[146]
- 16 oktober – Dan Wheldon, 33, brittisk racerförare.[147]
- 17 oktober – Manfred Gerlach, 83, östtysk politiker, statschef 1989–1990.
- 18 oktober – Norman Corwin, 101, amerikansk manusförfattare.[148]
- 19 oktober – Lars Sjösten, 70, svensk jazzmusiker.
- 19 oktober – Alf Åberg, 95, svensk författare och professor i historia.
- 20 oktober – Björn Zetterström, 74, svensk militärläkare.[149]
- 20 oktober – Barry Feinstein, 80, amerikansk fotograf.[150]
- 20 oktober – Muammar al-Gaddafi, 69, libysk diktator 1969–2011.[151]
- 20 oktober – Mutassim Gaddafi, 33 eller 34, libysk militär, son till Muammar al-Gaddafi.[152]
- 20 oktober – Abu-Bakr Yunis Jaber, 58 eller 59, libysk brigadgeneral och försvarsminister.[153]
- 20 oktober - Monica Strömmerstedt, 72, svensk skådespelare.[154]
- 20 oktober – Anders Österlin, 85, svensk konstnär.[155]
- 22 oktober – Sultan bin Abdul-Aziz Al Saud, 83, saudisk kronprins.[156]
- 23 oktober – Nusrat Bhutto, 82, pakistansk politiker, änka efter Zulfikar Ali Bhutto och mor till Benazir Bhutto.[157]
- 23 oktober – Herbert A. Hauptman, 94, amerikansk matematiker och kemist, nobelpristagare i kemi 1985.
- 23 oktober – Florence Parry Heide, 92, amerikansk barnboksförfattare.
- 23 oktober – Marco Simoncelli, 24, italiensk roadracingförare.[158]
- 24 oktober – Kjell "Hammaren" Johansson, 65, svensk bordtennisspelare.[159]
- 24 oktober – John McCarthy, 84, amerikansk datavetare, skapare av Lisp.[160]
- 27 oktober – Tom Brown, 89, amerikansk tennisspelare.[161]
- 28 oktober – Alvin Schwartz, 94, amerikansk seriemanusförfattare.[162]
- 29 oktober – Axel Axgil, 96, dansk aktivist för homosexuellas rättigheter.[163]
- 29 oktober – Yngve Holmberg, 86, svensk politiker och partiledare för Högerpartiet 1965–1970.[164]
- 29 oktober – Jimmy Savile, 84, brittisk programledare för Top of the Pops[165] och sexualförbrytare.[166]
- 31 oktober – Flórián Albert, 70, ungersk fotbollsspelare.
- 31 oktober – Ali Saibou, 70 eller 71, nigerisk militär, president 1987–1993.

## November

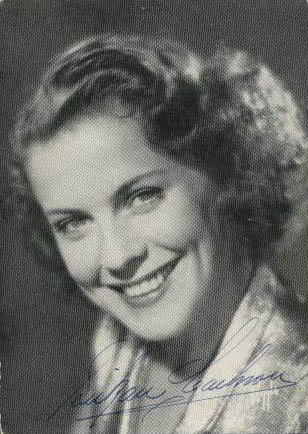
Den svenska skådespelaren och sångaren Sickan Carlsson avled 2 november, 96 år gammal.

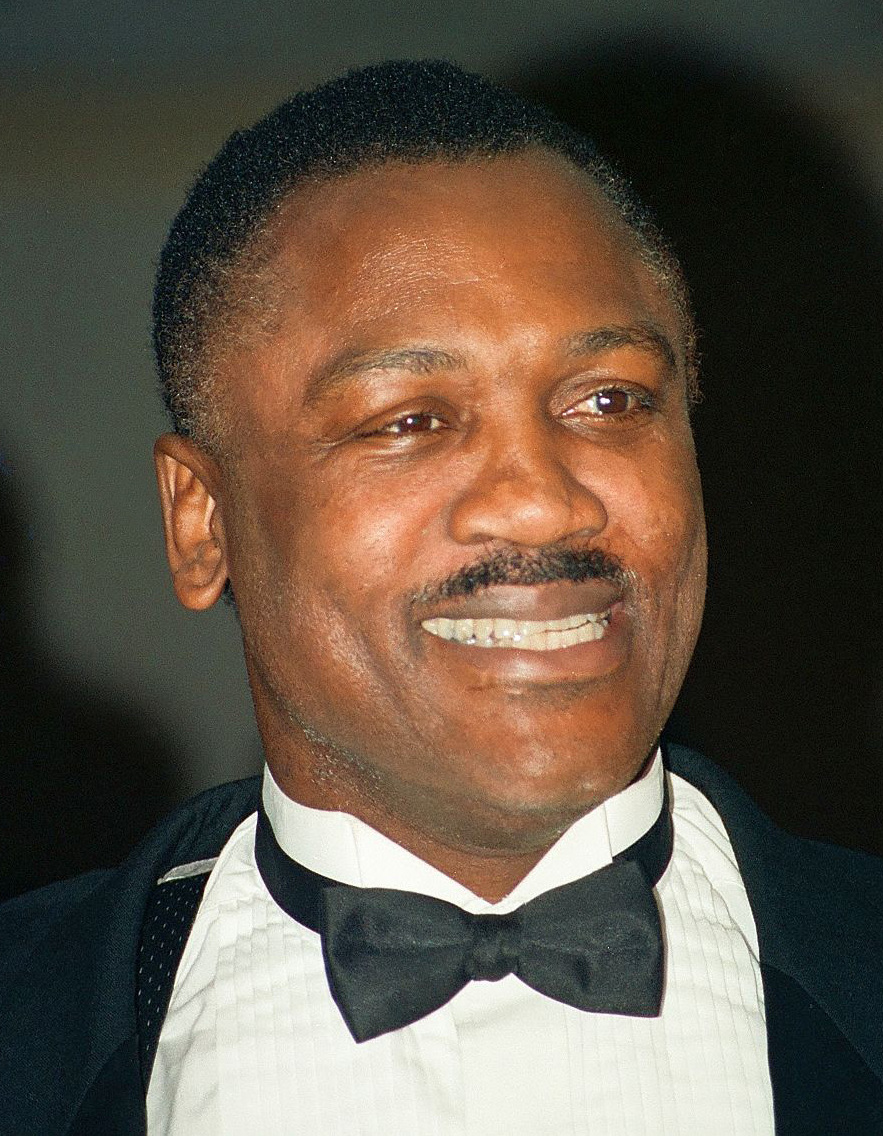
Den amerikanske boxaren Joe Frazier avled 7 november, 67 år gammal.

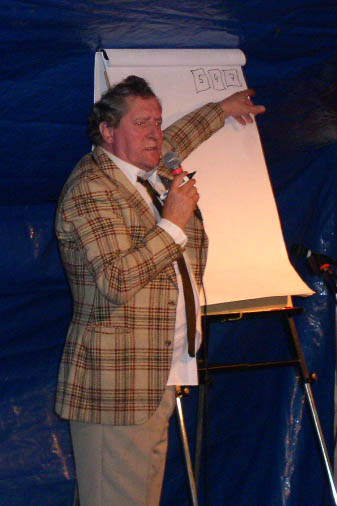
Den svenske skådespelaren och komikern, Lasse Brandeby avled 20 november, 66 år gammal.

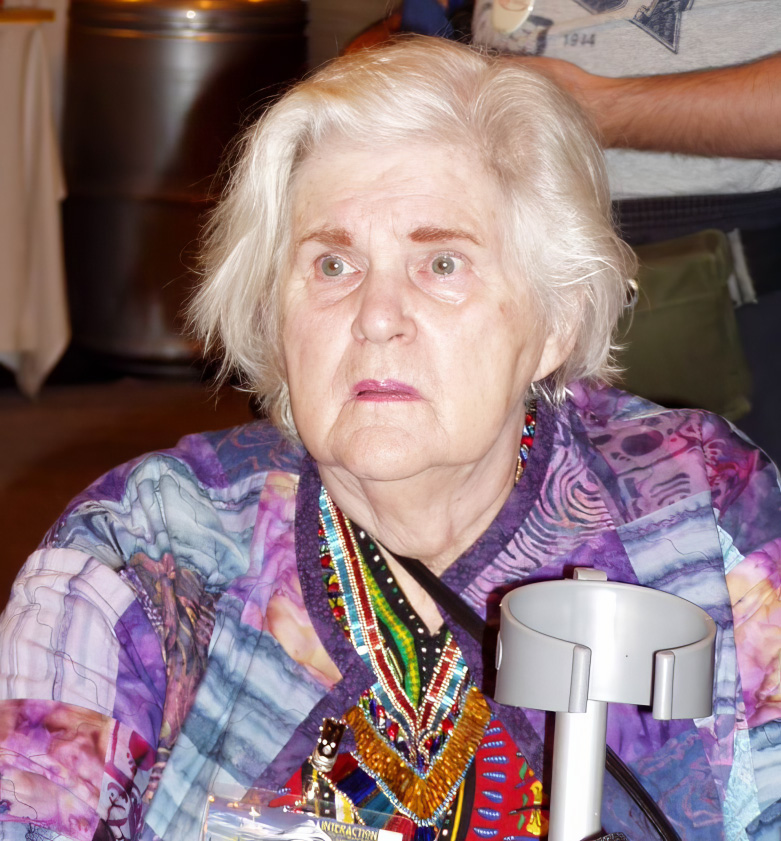
Den amerikanska författaren Anne McCaffrey avled 21 november, 85 år gammal.

- 2 november – Sickan Carlsson, 96, svensk skådespelare och sångare.
- 2 november – Bengt Häger, 95, svensk danskritiker, dansskribent och museichef.
- 3 november – Matty Alou, 72, dominikansk-amerikansk basebollspelare.[167]
- 3 november – Arne Bue Jensen ("Papa Bue"), 81, dansk trombonist och jazzmusiker.[168]
- 3 november – Anders Loguin, 57, svensk slagverkare, Kroumata.[169]
- 4 november – Alfonso Cano (Guillermo León Sáenz), 63, colombiansk gerillaledare för FARC-EP.[170]
- 4 november – Norman F. Ramsey, 96, amerikansk fysiker, nobelpristagare i fysik 1989.
- 4 november – Andy Rooney, 92, amerikansk journalist, medverkade i tv-programmet 60 Minutes 1978–2011.[171]
- 6 november – Gordon Beck, 75, brittisk jazzpianist.
- 6 november – Donya Feuer, 77, amerikansk koreograf, dansare, manusförfattare och regissör.[172]
- 6 november – Carl Nyrén, 93, svensk arkitekt.[173]
- 7 november – Joe Frazier, 67, amerikansk boxare och världsmästare i tungvikt 1970–73.[174]
- 7 november – Lisbeth Movin, 94, dansk skådespelare.
- 7 november – Karl Otto Hilding Andersson (Reino), 90, svensk lindansare och cirkusartist.
- 8 november –  Heavy D (Dwight Arrington Myers), 44, jamaikanskfödd amerikansk rappare och skådespelare.[175]
- 8 november – Valentin Ivanov, 76, rysk fotbollsspelare och tränare.
- 8 november – Eva Spångberg, 88, svensk konstnär, träsnidare och skulptör.[176]
- 9 november – Har Gobind Khorana, 89, indiskfödd (pakistanskfödd) amerikansk biokemist, nobelpristagare i fysiologi eller medicin 1968.
- 9 november – Richard Morant, 66, brittisk skådespelare.[177]
- 11 november – Francisco Blake Mora, 45, mexikansk inrikesminister.[178]
- 11 november – Karl-Lennart Uggla, 83, svensk ämbetsman, före detta landshövding i Västmanland.[51]
- 14 november – Richard Douthwaite, 69, brittisk ekonom och ekolog.[179]
- 15 november – Oba Chandler, 65, amerikansk mördare (avrättad).
- 15 november – Dulcie Gray, 95, brittisk skådespelare.[180]
- 17 november – Gary Garcia, 63, amerikansk musiker, Buckner & Garcia.
- 19 november – John Neville, 86, brittisk skådespelare.
- 20 november – Lasse Brandeby, 66, svensk skådespelare, komiker och journalist.
- 20 november – Shelagh Delaney, 71, brittisk dramatiker och manusförfattare.
- 20 november – Sergio Scaglietti, 91, italiensk bildesigner.
- 20 november – Ulla Zetterberg, 88, svensk skådespelare och sångare.
- 21 november – Anne McCaffrey, 85, amerikansk science fiction-författare.
- 22 november – Svetlana Allilujeva, 85, sovjetiskfödd amerikansk författare och avhoppare, dotter till Josef Stalin.
- 22 november – Lynn Margulis, 73, amerikansk biolog.
- 22 november – Danielle Mitterrand, 87, änka efter François Mitterrand och Frankrikes första dam 1981–1995.
- 23 november – Torsten Ekedahl, 56, svensk professor i matematik.
- 23 november – Jim Rathmann, 83, amerikansk racerförare.
- 25 november – Vasilij Aleksejev, 69, rysk (sovjetisk) tyngdlyftare.
- 26 november – Chukwuemeka Odumegwu Ojukwu, 78, nigeriansk upprorsledare (Biafra).
- 27 november – Monica Hult Södergren, 73, svensk textilkonstnär.
- 27 november – Ken Russell, 84, brittisk filmregissör.[181]
- 27 november – Gary Speed, 42, brittisk (walesisk) fotbollsspelare och förbundskapten för Wales.
- 28 november – Ante Marković, 87, kroatisk politiker och ekonom, Jugoslaviens siste premiärminister 1989–91.[182]
- 29 november – Guillermo O'Donnell, 75, argentinsk statsvetare.
- 29 november – Marianne Zetterström, 99, svensk författare, journalist och kåsör.
- 30 november – Gerd Hagman, 92, svensk skådespelare.
- 30 november – Zdeněk Miler, 90, tjeckisk animatör och illustratör.
- 30 november – Bill Waller, 85, amerikansk demokratisk politiker, Mississippis guvernör 1972–1976.
- 30 november – Leka Zogu, 72, albansk tronpretendent.

## December

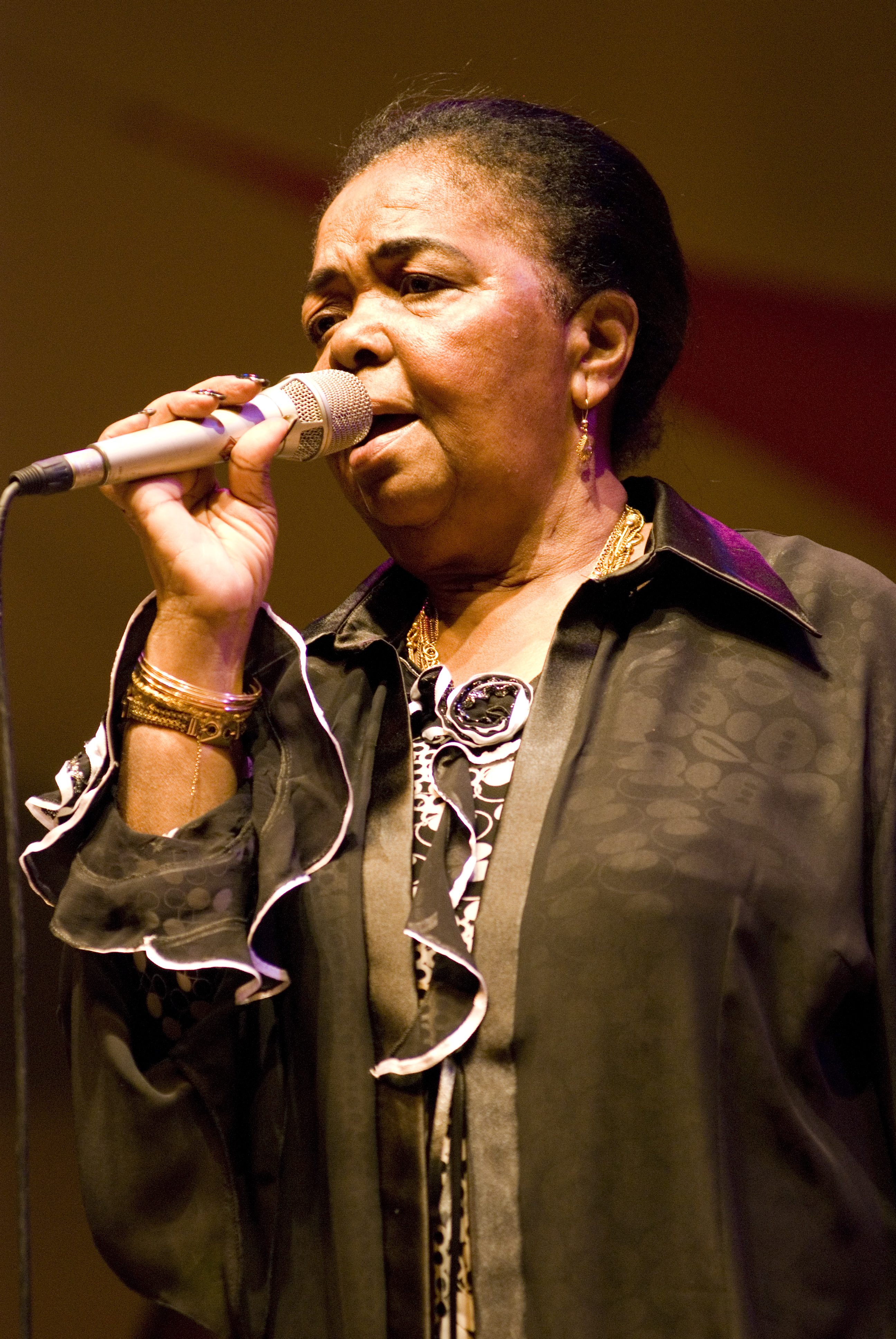
Den kapverdianska sångaren Cesária Évora avled 17 december, 70 år gammal.

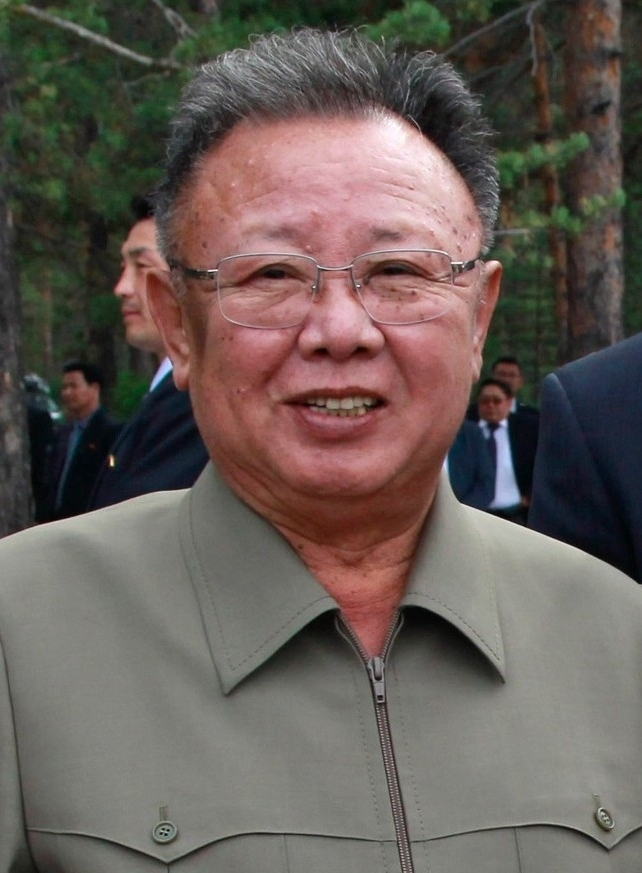
Den nordkoreanske ledaren Kim Jong-il avled 17 december, 69–70 år gammal.

- 1 december –  Bill McKinney, 80, amerikansk skådespelare.[183]
- 1 december – Christa Wolf, 82, tysk författare.[184]
- 4 december – Patricia C. Dunn, 58, amerikansk företagsledare.
- 4 december – Matti Joensuu, 63, finländsk kriminalförfattare.
- 4 december – Sócrates, 57, brasiliansk fotbollsspelare.[185]
- 5 december – Peter Gethin, 71, brittisk racerförare.
- 5 december – Violetta Villas, 73, belgiskfödd polsk sångare.
- 7 december – Harry Morgan, 96, amerikansk skådespelare, M*A*S*H.
- 7 december – Jerry Robinson, 89, amerikansk serietecknare, Batman.[186]
- 8 december – Gilbert Adair, 66, brittisk (skotsk) författare, filmkritiker och journalist.[187]
- 8 december – Zelman Cowen, 92, australisk generalguvernör och juridikprofessor.[188]
- 12 december – Sunday Bada, 42, nigeriansk kortdistanslöpare.
- 12 december – Bert Schneider, 78, amerikansk filmproducent.
- 13 december – Russell Hoban, 86, amerikansk författare.
- 14 december – Joe Simon, 98, amerikansk serieförfattare och tecknare, Captain America.[189]
- 14 december – Billie Jo Spears, 74, amerikansk countrysångare.
- 15 december – Christopher Hitchens, 62, brittiskfödd amerikansk författare och debattör.[190]
- 15 december – Gurli Lemon-Bernhard, 95, svensk opera- och operettsångare.
- 15 december – Jason Richards, 35, nyzeeländsk racerförare.
- 16 december – Bob Brookmeyer, 81, amerikansk jazztrombonist och pianist.[191]
- 16 december –  Dan Frazer, 90, amerikansk skådespelare, Kojak.[192]
- 16 december – Nicol Williamson, 75, skotsk skådespelare[193]
- 17 december – Cesária Évora, 70, kapverdiansk sångare.[194]
- 17 december – Kim Jong Il, 69–70, Nordkoreas diktator 1994–2011.[195]
- 18 december – Václav Havel, 75, tjeckisk dramatiker och politiker, Tjeckoslovakiens president 1989–1992, Tjeckiens president 1993–2003.[196]
- 19 december – Jan-Erik Liedgren, 88, svensk militär.[31]
- 21 december – Ann-Mari Adamsson, 77, svensk skådespelare.[197]
- 22 december – Per Berlin, 90, svensk brottare.
- 24 december – Johannes Heesters, 108, nederländsk skådespelare och sångare.
- 25 december – Khalil Ibrahim, sudanesisk rebelledare.[198]
- 26 december – Pedro Armendáriz Jr., 71, mexikansk skådespelare, son till Pedro Armendáriz.[199]
- 26 december – Jonny Blanc, 72, svensk operasångare (tenor), operachef.
- 26 december – Ola Ericson, 91, svensk serietecknare.[200]
- 27 december – Michael Dummett, 86, brittisk filosof.
- 27 december – Helen Frankenthaler, 83, amerikansk konstnär.[201]
- 28 december – Per Gerhard, 87, svensk manusförfattare, skådespelare, regissör och teaterledare.
- 30 december – Ronald Searle, 91, brittisk serietecknare.[202]